# アメリカンフットボール選手一覧
°アメリカンフットボール選手一覧（アメリカンフットボールせんしゅいちらん）はアメリカンフットボール選手を姓の五十音順に並べた一覧。
| 目次 | 目次 | 目次 | 目次 | 目次 | 目次 | 目次 | 目次 | 目次 | 目次 | 目次 |
| ---- | ---- | ---- | ---- | ---- | ---- | ---- | ---- | ---- | ---- | ---- |
| あ   | か   | さ   | た   | な   |      | は   | ま   | や   | ら   | わ   |

## あ行

### あ
- タイラー・アイファート（Tyler Eifert）
- クリス・アイボリー（Chris Ivory）
- ブランドン・アイユーク（Brandon Aiyuk）
- ババテュンデ・アエグブシ（Babatunde Aiyegbusi）
- 阿江保智（あえ やすとも）
- 青木大介（あおき だいすけ）
- 秋山武史（あきやま たけし）
- ロベルト・アグアヨ（Roberto Aguayo）
- ラッセル・アークスレーベン（Russell Erxleben）
- レイ・アグニュー（Ray Agnew）
- ネルソン・アグホロー（Nelson Agholor）
- ブーマー・アサイアソン（Boomer Esiason）
- 朝倉孝雄（あさくら たかお）
- 浅野裕史（あさの ひろし）
- リチャード・アジェイ（Richard Adjei）
- ジェイ・アジャイ（Jay Ajayi）
- マーク・アスパー（Mark Asper）
- ナムディ・アソムーア（Nnamdi Asomugha）
- ジョセフ・アダイ（Joseph Addai）
- ハーブ・アダリー（Herb Adderley）
- ゲインズ・アダムス（Gaines Adams）
- ジャマール・アダムス（Jamar Adams）
- ダバンテ・アダムス（Davante Adams）
- トニー・アダムス（Tony Adams）
- フィリップ・アダムス（Phillip Adams）
- フローゼル・アダムス（Flozell Adams）
- マイク・アダムス (オフェンシブタックル)（Mike Adams (offensive tackle)）
- マイク・アダムル（Mike Adamle）
- エマニュエル・アチョ（Emmanuel Acho）
- サム・アチョ（Sam Acho）
- ザック・アーツ（Zach Ertz）
- コートニー・アップショー（Courtney Upshaw）
- ジーン・アップショー（Gene Upshaw）
- マービン・アップショー（Marvin Upshaw）
- イーライ・アップル（Eli Apple）
- ジョーダン・アディソン（Jordan Addison）
- マリオ・アディソン（Mario Addison）
- アル＝リワン・アディヤミ[1]（Al-Riwan Adeyami）
- スティーブ・アトウォーター（Steve Atwater）
- ジーノ・アトキンス（Geno Atkins）
- ダグ・アトキンス（Doug Atkins）
- ジョージ・アトキンソン（George Atkinson）
- マイク・アトリー（Mike Utley）
- ジョー・アノアイ（Joe Anoa'i）
- ジム・アーノルド（Jim Arnold）
- スティーブ・アビラ（Steve Avila）
- ブルース・アービン（Bruce Irvin）
- マイケル・アービン（Michael Irvin）
- リッキー・アービンス（Ricky Ervins）
- アミール・アブドゥラー（Ameer Abdullah）
- 阿部拓朗（あべ たくろう）
- 安部奈知（あべ なち）
- 天谷亮仁（あまや あきひと）
- アラン・アミーチ（Alan Ameche）
- プリンス・アムカマラ（Prince Amkamara）
- オーティス・アームストロング（Otis Armstrong）
- トレイス・アームストロング（Trace Armstrong）
- ニール・アームストロング（Neill Armstrong）
- ブルース・アームストロング（Bruce Armstrong）
- テロン・アームステッド（Terron Armstead）
- ダニー・アメンドーラ（Danny Amendola）
- マット・アメンドーラ（Matt Ammendola）
- 荒井航平（あらい こうへい）
- ケイシー・アーラッカー（Casey Urlacher）
- ブライアン・アーラッカー（Brian Urlacher）
- 有馬隼人（ありま はやと）
- ラバー・アーリントン（LaVar Arrington）
- リック・アリントン（Rick Arrington）
- ロビン・アール（Robin Earl）
- タイラー・アルジアー（Tyler Allgeier）
- ライル・アルゼイド（Lyle Alzado）
- J・J・アルセガ＝ホワイトサイド（J. J. Arcega-Whiteside）
- アブドゥル＝カリーム・アル＝ジャバー（Abdul-Karim al-Jabbar）
- ジョン・アルト（John Alt）
- フランキー・アルバート（Frankie Albert）
- ブランデン・アルバート（Branden Albert）
- フレッド・アルバナス（Fred Arbanas）
- ランス・アルワース（Lance Alworth）
- クウォン・アレキサンダー（Kwon Alexander）
- ケビン・アレキサンダー (ラインバッカー)（Kevin Alexander (linebacker)）
- ケビン・アレキサンダー (ワイドレシーバー)（Kevin Alexander (wide receiver)）
- ジャイア・アレキサンダー（Jaire Alexander）
- ショーン・アレキサンダー（Shaun Alexander）
- チャールズ・アレキサンダー (ランニングバック)（Charles Alexander (running back)）
- デリック・アレキサンダー (ディフェンシブエンド)（Derrick Alexander (defensive end)）
- デリック・アレキサンダー (ワイドレシーバー)（Derrick Alexander (wide receiver)）
- フランク・アレキサンダー（Frank Alexander）
- ロール・アレグレ（Raul Allegre）
- アントニオ・アレン（Antonio Allen）
- アーマンド・アレン（Armando Allen）
- ウィル・アレン (コーナーバック)（Will Allen (cornerback)）
- ウィル・アレン (セイフティ)（Will Allen (safety)）
- エリック・アレン（Eric Allen）
- カイル・アレン（Kyle Allen）
- キーナン・アレン（Keenan Allen）
- クライヴ・アレン（Clive Allen）
- ジェフ・アレン（Jeff Allen）
- ジャレッド・アレン（Jared Allen）
- ジョシュ・アレン (クォーターバック)（Josh Allen (quarterback)）
- ジョシュ・アレン (アウトサイドラインバッカー)（Josh Allen (outside linebacker)）
- ジョナサン・アレン（Jonathan Allen）
- テリー・アレン（Terry Allen）
- ブランドン・アレン（Brandon Allen）
- マーカス・アレン（Marcus Allen）
- ライアン・アレン（Ryan Allen）
- ラリー・アレン（Larry Allen）
- ロッキー・アロ[1]（Rocky Alo）
- ブライアン・アンガー（Bryan Anger）
- マックス・アンガー（Max Unger）
- キンブル・アンダース（Kimble Anders）
- モーテン・アンダーセン（Morten Andersen）
- C・J・アンダーソン（C. J. Anderson）
- ウィリー・アンダーソン (オフェンシブタックル)（Willie Anderson (Offensive tackle)）
- オーティス・アンダーソン（Otis Anderson）
- ゲイリー・アンダーソン (ランニングバック)（Gary Anderson (running back)）
- ゲイリー・アンダーソン (プレースキッカー)（Gary Anderson (place kicker)）
- ケン・アンダーソン (クォーターバック)（Ken Anderson (quarterback)）
- ジャマール・アンダーソン（Jamal Anderson）
- ディック・アンダーソン（Dick Anderson）
- デレック・アンダーソン（Derek Anderson）
- ドニー・アンダーソン（Donny Anderson）
- ニール・アンダーソン（Neal Anderson）
- ビル・アンダーソン（Bill Anderson）
- フリッパー・アンダーソン（Flipper Anderson）
- ベンジャミン・アンダーソン（Benjamin Anderson）
- マイク・アンダーソン (ランニングバック)（Mike Anderson (running back)）
- リッチー・アンダーソン（Richie Anderson）
- ウィル・アンダーソン・ジュニア（Will Anderson Jr.）
- 安東純貴（あんどう すみたか）
- 安藤信和（あんどう のぶかず）
- ジョージ・アンドリー（George Andrie）
- ショーン・アンドリュース（Shawn Andrews）
- デビッド・アンドリュース（David Andrews）
- マーク・アンドリュース（Mark Andrews）
- アシュリー・アンブロース（Ashley Ambrose）
- フェリックス・アンユーディーケー＝ユザマ（Felix Anudike-Uzomah）

### い
- T・J・イエーツ（T. J. Yates）
- ガロ・イェプレミアン（Garo Yepremian）
- ロン・イェリー（Ron Yary）
- T・J・イェルドン（T. J. Yeldon）
- 井川宅朗（いかわ たくろう）
- イケム・イクワヌ（Ikem Ekwonu）
- 池之上貴裕（いけのうえ たかひろ）
- 砂川敬三郎（いさがわ けいざぶろう）
- 石川雄洋（いしかわ たけひろ）
- 石田力哉（いしだ りきや）
- セシル・イスベル（Cecil Isbell）
- カドリー・イスマイル（Qadry Ismail）
- ラジブ・イスマイル（Raghib Ismail）
- ケニー・イーズリー（Kenny Easley）
- トニー・イースン（Tony Eason）
- ボー・イースン（Bo Eason）
- ラリー・イゾー（Larry Izzo）
- 磯谷幸始（いそや ゆきはる）
- 板井征人（いたい まさと）
- 一木保宏（いちき やすひろ）
- トラビス・イティエン（Travis Etienne）
- 伊藤重将（いとう しげまさ）
- 井上友綱（いのうえ ともつな）
- カール・イヘナチョ（Carl Ihenacho）
- デューク・イヘナチョ（Duke Ihenacho）
- 今井龍之介（いまい りゅうのすけ）
- 今西 亮平（いまにし りょうへい）
- ジェイソン・イーラム（Jason Elam）
- トーンチ・イルキン（Tunch Ilkin）
- ジョージ・イロカ（George Iloka）
- 岩元駿介（いわもと しゅんすけ）
- エバン・イングラム（Evan Engram）
- ボビー・イングラム（Bobby Engram）
- メルビン・イングラム（Melvin Ingram）
- マーク・イングラム・シニア（Mark Ingram Sr.）
- マーク・イングラム2世（Mark Ingram II）
- オーストン・イングリッシュ（Auston English）
- キース・イングリッシュ（Keith English）
- リッチー・インコグニート（Richie Incognito）

### う
- ラリー・ウィガム（Larry Whigham）
- ポール・ウィギン（Paul Wiggin）
- ジョン・ウィークス（Jon Weeks）
- ケイシー・ウィーグマン（Casey Wiegmann）
- ウィル・ウィザースプーン（Will Witherspoon）
- デボン・ウィザースプーン（Devon Witherspoon）
- ノリス・ウィーズ（Norris Weese）
- スティーブ・ウィズニュースキー（Steve Wisniewski）
- ステフェン・ウィズニュースキー（Stefen Wisniewski）
- レオ・ウィズニュースキー（Leo Wisniewski）
- ドンテイビオン・ウィックス（Dontayvion Wicks）
- ジェイソン・ウィッテン（Jason Witten）
- アンドリュー・ウィットワース（Andrew Whitworth）
- レイ・ウィーテチャ（Ray Wietecha）
- ブランドン・ウィーデン（Brandon Weeden）
- ビル・ウィトキン（bill Wightkin）
- デイブ・ウィトセル（Dave Whitsell）
- ダンテ・ウィトナー（Donte Whitner）
- ロン・ウィドビー（Ron Widby）
- アンソニー・ウィーバー（Anthony Weaver）
- レナード・ウィーバー（Leonard Weaver）
- エリック・ウィームス（Eric Weems）
- ケン・ウィラード（Ken Willard）
- ノーム・ウィリー（Norm Willey）
- マーセラス・ウィリー（Marcellus Wiley）
- アニーアス・ウィリアムス（Aeneas Williams）
- アルフレッド・ウィリアムス（Alfred Williams）
- エリック・ウィリアムス（Erik Williams）
- カイル・ウィリアムス (ワイドレシーバー)（Kyle Williams (wide receiver)）
- キャデラック・ウィリアムス（Cadillac Williams）
- クイネン・ウィリアムス（Quinnen Williams）
- ケイレブ・ウィリアムス（Caleb Williams）
- ケビン・ウィリアムス (コーナーバック)（Kevin Williams (cornerback)）
- ケビン・ウィリアムス (ディフェンシブタックル)（Kevin Williams (defensive tackle)）
- ケビン・ウィリアムス (ディフェンシブバック)（Kevin Williams (defensive back)）
- ケビン・ウィリアムス (1971年生のワイドレシーバー)（Kevin Williams (wide receiver, born 1971)）
- ジェイムソン・ウィリアムス（Jameson Williams）
- ジャボリー・ウィリアムス（Jaboree Williams）
- ジャマール・ウィリアムス (ディフェンシブタックル)（Jamal Williams）
- ジャマール・ウィリアムス (ランニングバック)（Jamaal Williams）
- ジョン・L・ウィリアムス（John L. Williams）
- ダグ・ウィリアムス（Doug Williams）
- ダレント・ウィリアムス（Darrent Williams）
- ディアンジェロ・ウィリアムス（DeAngelo Williams）
- D・J・ウィリアムス (タイトエンド)（D. J. Williams (tight end)）
- デルビン・ウィリアムス（Delvin Williams）
- トーマス・ウィリアムス（Thomas Williams）
- ドマニック・ウィリアムス（Domanick Williams）
- トラモン・ウィリアムス（Tramon Williams）
- トレント・ウィリアムス（Trent Williams）
- パット・ウィリアムス（Pat Williams）
- ブレナン・ウィリアムス（Brennan Williams）
- マイク・ウィリアムス (1994年生のワイドレシーバー)（Mike Williams (wide receiver, born 1994)）
- マーカス・ウィリアムス (セイフティ)（Marcus Williams (safety)）
- マリオ・ウィリアムス（Mario Williams）
- リッキー・ウィリアムス（Ricky Williams）
- レジー・ウィリアムス (ラインバッカー)（Reggie Williams (linebacker)）
- レジー・ウィリアムス (ワイドレシーバー)（Reggie Williams (wide receiver)）
- レナード・ウィリアムス（Leonard Williams）
- ロイ・ウィリアムス (セイフティ)（Roy Williams (safety)）
- ロイ・ウィリアムス (ワイドレシーバー)（Roy Williams (wide receiver)）
- フレッド・ウィリアムソン（Fred Williamson）
- ケン・ウィリス（Ken Willis）
- パトリック・ウィリス（Patrick Willis）
- ピーター・トム・ウィリス（Peter Tom Willis）
- ビル・ウィリス（Bill Willis）
- マリーク・ウィリス（Malik Willis）
- ダグ・ウィルカーソン（Doug Wilkerson）
- ムハマド・ウィルカーソン（Muhammad Wilkerson）
- クリスチャン・ウィルキンス（Christian Wilkins）
- ジェフ・ウィルキンス（Jeff Wilkins）
- ダン・ウィルキンソン（Dan Wilkinson）
- デイブ・ウィルコックス（Dave Wilcox）
- ソロモン・ウィルコッツ（Solomon Wilcots）
- アル・ウィルソン（Al Wilson）
- ウェイド・ウィルソン（Wade Wilson）
- エイドリアン・ウィルソン（Adrian Wilson）
- オーティス・ウィルソン（Otis Wilson）
- ギャレット・ウィルソン（Garrett Wilson）
- ザック・ウィルソン（Zach Wilson）
- ジェフ・ウィルソン（Jeff Wilson）
- C・J・ウィルソン (ディフェンシブエンド)（C. J. Wilson (defensive end)）
- C・J・ウィルソン (ディフェンシブバック)（C. J. Wilson (defensive back)）
- ジブリル・ウィルソン（Gibril Wilson）
- ジョージ・ウィルソン (コーチ)（George Wilson (coach)）
- ジョージ・ウィルソン (クォーターバック)（George Wilson (quarterback)）
- ジョージ・ウィルソン (セイフティ)（George Wilson (safety)）
- スタンリー・ウィルソン・シニア（Stanley Wilson Sr.）
- スタンリー・ウィルソン・ジュニア（Stanley Wilson Jr.）
- タイリー・ウィルソン（Tyree Wilson）
- タボン・ウィルソン（Tavon Wilson）
- チャールズ・ウィルソン（Charles Wilson）
- デビッド・ウィルソン（David Wilson）
- マーク・ウィルソン（Marc Wilson）
- マーテズ・ウィルソン（Martez Wilson）
- ラッセル・ウィルソン（Russell Wilson）
- ラリー・ウィルソン（Larry Wilson）
- ルーク・ウィルソン（Luke Willson）
- レイ・ウィルソン（Ray Wilson）
- ローマン・ウィルソン（Roman Wilson）
- カイル・ウィルバー（Kyle Wilber）
- ヴィンス・ウィルフォーク（Vince Wilfork）
- トリスタン・ウィルフス（Tristan Wirfs）
- エリック・ウィルヘルム（Eric Wilhelm）
- スペルゴン・ウィン（Spergon Wynn）
- ビリー・ウィン（Billy Winn）
- クリス・ウィンキ（Chris Weinke）
- ジェイミス・ウィンストン（Jameis Winston）
- ケレン・ウィンズロー（Kellen Winslow）
- ケレン・ウィンズロー2世（Kellen Winslow II）
- フランク・ウィンタース（Frank Winters）
- アントワン・ウィンフィールド・シニア（Antoine Winfield Sr.）
- アントワン・ウィンフィールド・ジュニア（Antoine Winfield Jr.）
- アンドレ・ウェア（Andre Ware）
- スペンサー・ウェア（Spencer Ware）
- デマーカス・ウェア（DeMarcus Ware）
- トレス・ウェイ（Tress Way）
- キャメロン・ウェイク（Cameron Wake）
- トレビン・ウェイド（Trevine Wade）
- ビル・ウェイド（Bill Wade）
- デイブ・ウェイマー（Dave Waymer）
- レジー・ウェイン（Reggie Wayne）
- アーニー・ウェインマイスター（Ernie Weinmeister）
- ジム・ウェザーオール（Jim Weatherall）
- カール・ウェザース（Carl Weathers）
- ウィリー・ウェスト（Willie West）
- エド・ウェスト（Ed West）
- スタン・ウェスト（Stan West）
- ブライアン・ウェストブルック（Brian Westbrook）
- ディック・ウェストモアランド（Dick Westmoreland）
- エリック・ウェドル（Eric Weddle）
- ジャマーカス・ウェブ（J'Marcus Webb）
- ジョー・ウェブ（Joe Webb）
- デービス・ウェブ（Davis Webb）
- ドン・ウェブ（Don Webb）
- リッチモンド・ウェブ（Richmond Webb）
- ダニー・ウェーフェル→ダニー・ワーフェル
- アレックス・ウェブスター（Alex Webster）
- ジョージ・ウェブスター（George Webster）
- デイブ・ウェブスター（Dave Webster）
- マイク・ウェブスター（Mike Webster）
- クレイグ・ウェリハン（Craig Wehlihan）
- ウェス・ウェルカー（Wes Welker）
- ウォーレン・ウェルズ（Warren Wells）
- ジョージ・ウェルズ（George Wells）
- スコット・ウェルズ（Scott Wells）
- ビーニー・ウェルズ（Beanie Wells）
- ビリー・ウェルズ（Billy Wells）
- ロジャー・ウェルリ（Roger Wehrli）
- カーソン・ウェンツ（Carson Wentz）
- ラルフ・ウェンゼル（Ralph Wenzel）
- ライアン・ウェンデル（Ryan Wendell）
- ウェイン・ウォーカー (ラインバッカー)（Wayne Walker (linebacker)）
- ウェズリー・ウォーカー（Wesley Walker）
- クエイ・ウォーカー（Quay Walker）
- ゲイリー・ウォーカー (ディフェンシブエンド)（Gary Walker (defensive end)）
- ジャボン・ウォーカー（Javon Walker）
- チャック・ウォーカー（Chuck Walker）
- デラニー・ウォーカー（Delanie Walker）
- ドーク・ウォーカー（Doak Walker）
- トラヴォン・ウォーカー（Travon Walker）
- トレイシー・ウォーカー（Tracy Walker）
- ハーシェル・ウォーカー（Herschel Walker）
- P・J・ウォーカー（P. J. Walker）
- ケネス・ウォーカー3世（Kenneth Walker III）
- ゼイビア・ウォージー（Xavier Worthy）
- アレックス・ウォジコビッツ（Alex Wojciechowicz）
- チャーリー・ウォーターズ（Charlie Waters）
- ブライアン・ウォーターズ（Brian Waters）
- ボブ・ウォーターフィールド（Bob Waterfield）
- キャム・ウォード（Cam Ward）
- チャーリー・ウォード（Charlie Ward）
- T・J・ウォード（T. J. Ward）
- デリック・ウォード（Derrick Ward）
- デンゼル・ウォード（Denzel Ward）
- ハインズ・ウォード（Hines Ward）
- ポール・ウォーフィールド（Paul Warfield）
- ラリー・ウォーフォード（Larry Warford）
- ダレン・ウォーラー（Darren Waller）
- ロン・ウォーラー（Ron Waller）
- アーニー・ウォーリック（Ernie Warlick）
- スティーブ・ウォルシュ（Steve Walsh）
- ビル・ウォルシュ（Bill Walsh）
- ブレア・ウォルシュ（Blair Walsh）
- ウェズリー・ウォールズ（Wesley Walls）
- エバーソン・ウォールズ（Everson Walls）
- ボビー・ウォルストン（Bobby Walston）
- アンドリュー・ウォルター（Andrew Walter）
- スタン・ウォルターズ（Stan Walters）
- フレッド・ウォルナー（Fred Wallner）
- ジョン・ウォルフォード（John Wolford）
- スティーブ・ウォレス（Steve Wallace）
- セネカ・ウォレス（Seneca Wallace）
- マイク・ウォレス（Mike Wallace）
- クリス・ウォーレン（Chris Warren）
- グレッグ・ウォーレン（Greg Warren）
- ジミー・ウォーレン（Jimmy Warren）
- タリク・ウォーレン（Tariq Woolen）
- ドン・ウォーレン（Don Warren）
- デイブ・ウォンステッド（Dave Wannstedt）
- 宇田川健治（うだがわ けんじ）
- ジョシュ・ウチェ（Josh Uche）
- 内田正人（うちだ まさと）
- イッキー・ウッズ（Ickey Woods）
- ドン・ウッズ（Don Woods）
- ロバート・ウッズ (1992年生のワイドレシーバー)（Robert Woods (wide receiver, born 1992)）
- ウィリー・ウッド（Willie Wood）
- エリック・ウッド（Eric Wood）
- ディック・ウッド（Dick Wood）
- ダレン・ウッドソン（Darren Woodson）
- チャールズ・ウッドソン（Charles Woodson）
- ロッド・ウッドソン（Rod Woodson）
- ダニー・ウッドヘッド（Danny Woodhead）
- ウェズリー・ウッドヤード（Wesley Woodyard）
- デビッド・ウッドリー（David Woodley）
- ラマー・ウッドリー（Lamar Woodley）
- アル・ウッドール（Al Woodall）
- コーリー・ウットン（Corey Wootton）
- オーシ・ウメニオラ（Osi Umenyiora）
- デレック・ウルフ（Derek Wolfe）
- ドネル・ウールフォード（Donnell Woolford）
- タリク・ウーレン→タリク・ウォーレン

### え
- キャム・エイカーズ（Cam Akers）
- デビッド・エイカーズ（David Akers）
- トロイ・エイクマン（Troy Aikman）
- サム・エイケン（Sam Aiken）
- ダニー・エイケン（Danny Aiken）
- クリフ・エイバーソン（Cliff Avereson）
- ジェイソン・エイバント（Jason Avant）
- ボビー・エイビア（Bobby Hebert）
- ジョン・エイブラハム（John Abraham）
- ドニー・エイブラハム（Donnie Abraham）
- クリフ・エイブリル（Cliff Avril）
- エイドリアン・エイモス（Adrian Amos）
- アキーム・エイヤーズ（Akeem Ayers）
- 江口慎一郎
- オースティン・エケラー（Austin Ekeler）
- ジュリアン・エデルマン（Julian Edelman）
- テレル・エドマンズ（Terrell Edmunds）
- トレメイン・エドマンズ（Tremaine Edmunds）
- フェレル・エドマンズ（Ferrell Edmunds）
- チェイス・エドモンズ（Chase Edmonds）
- エディー・エドワーズ（Eddie Edwards）
- ターク・エドワーズ（Turk Edwards）
- ドニー・エドワーズ（Donnie Edwards）
- トレント・エドワーズ（Trent Edwards）
- ハーマン・エドワーズ（Herman Edwards）
- ブレイロン・エドワーズ（Braylon Edwards）
- レイ・エドワーズ（Ray Edwards）
- カーティス・エニス（Curtis Enis）
- ジェロッド・エバンス（Jerod Evans）
- ジャーリ・エバンス（Jahri Evans）
- ヒース・エバンス（Heath Evans）
- ヴィンス・エバンス（Vince Evans）
- マイク・エバンス（Mike Evans）
- リー・エバンス（Lee Evans）
- エメカ・エブカ（Emeka Egbuka）
- ハリー・エブディング（Harry Ebding）
- ネイト・エブナー（Nate Ebner）
- スティーブ・エベリット（Steve Everitt）
- エリック・エベレット（Eric Everett）
- ジム・エベレット（Jim Everett）
- トーマス・エベレット（Thomas Everett）
- カール・エラー（Carl Eller）
- ヘンリー・エラード（Henry Ellard）
- ブルース・エリアンス（Bruce Arians）
- エゼキエル・エリオット（Ezekiel Elliott）
- ジェイク・エリオット（Jake Elliott）
- ジャンボ・エリオット（Jumbo Elliot）
- リン・エリオット（Lin Elliott）
- レンビル・エリオット（Lenvil Elliot）
- クレイグ・エリクソン（Craig Erickson）
- グレッグ・エリス（Greg Ellis）
- ショーン・エリス（Shaun Ellis）
- セドリック・エリス（Sedrick Ellis）
- サム・エリンガー（Sam Ehlinger）
- ジャック・エルウェイ（Jack Elway）
- ジョン・エルウェイ（John Elway）
- ヤニック・エンガーコエ→ヤニック・ンガコウエ
- スティーブ・エントマン（Steve Emtman）

### お
- マイケル・オアー（Michael Oher）
- ジミー・オーア（Jimmy Orr）
- スティーブ・オーウェン（Steve Owen）
- ジョナサン・オーウェンス（Jonathan Owens）
- テレル・オーウェンス（Terrell Owens）
- 起田高志（おきた たかし）
- ジェフ・オクーダ（Jeff Okudah）
- ジョナサン・オグデン（Jonathan Ogden）
- マーキス・オグデン（Marques Ogden）
- 小倉典子（おぐら のりこ）
- アデワレ・オグレイエ（Adewale Ogunleye）
- ケビン・オグレツリー（Kevin Ogletree）
- ラッセル・オクング（Russell Okung）
- アモビ・オコイエ（Amobi Okoye）
- クリスチャン・オコイエ（Christian Okoye）
- ローレンス・オコイエ（Lawrence Okoye）
- 筬島直人（おさじま なおと）
- J・T・オサリバン（J. T. O'Sullivan）
- ビル・オシュマンスキー（Bill Osmanski）
- クイン・オジンナカ（Quinn Ojinnaka）
- タボン・オースティン（Tavon Austin）
- マイルズ・オースティン（Miles Austin）
- K・J・オズボーン（K. J. Osborn）
- トム・オズボーン（Tom Osborne）
- ブロック・オズワイラー（Brock Osweiler）
- ケレチ・オセメレ（Kelechi Osemele）
- チェタ・オゾグウ（Cheta Ozougwu）
- チャド・オチョシンコ→チャド・ジョンソン
- バート・オーツ（Bart Oates）
- ジム・オットー（Jim Otto）
- タイラー・オット（Tyler Ott）
- ニール・オドネル（Neil O'Donnell）
- ネイト・オドムス（Nate Odomes）
- ライリー・オドムス（Riley Odomes）
- カイル・オートン（Kyle Orton）
- ブライアン・オニール（Brian O'Neill）
- レスリー・オニール（Leslie O'Neal）
- フェンディ・オノバン（Fendi Onobun）
- ショーン・オハラ（Shaun O'Hara）
- ケン・オブライエン（Ken O'Brien）
- ジム・オブライエン（Jim O'Brien）
- デイビー・オブライエン（Davey O'Brien）
- ブライアン・オラクポ（Brian Orakpo）
- クリス・オラーベ（Chris Olave）
- エド・オリバー（Ed Oliver）
- ブランドン・オリバー（Brandon Oliver）
- ルイス・オリバー（Louis Oliver）
- イゴール・オルシャンスキー（Igor Olshansky）
- マイク・オルストット（Mike Alstott）
- グレッグ・オルセン（Greg Olsen）
- フィル・オルセン（Phil Olsen）
- マーリン・オルセン（Merlin Olsen）
- ジョー・オルト（Joe Alt）
- ジョン・オルト（John Alt）
- イーサン・オルブライト（Ethan Albright）
- コリン・オールレッド（Colin Allred）
- クリス・オレイブ→クリス・オラーベ
- ダン・オーロフスキー（Dan Orlovsky）
- マイク・オンウェヌ（Mike Onwenu）

## か行

### か
- クリス・カー（Chris Carr）
- デビッド・カー（David Carr）
- デレック・カー（Derek Carr）
- ブランドン・カー（Brandon Carr）
- ヘンリー・カー（Henry Carr）
- ロジャー・カー（Roger Carr）
- ウィンストン・ガイ（Winston Guy）
- レイ・ガイ（Ray Guy）
- デショーン・カイザー（DeShone Kizer）
- トーマス・カイザー（Thomas Keizer）
- マイロン・ガイトン（Myron Guyton）
- ジミー・ガイルズ（Jimmie Giles）
- ティム・カウチ（Tim Couch）
- レッド・カークマン（Red Kirkman）
- ボブ・ガグリアーノ（Bob Gagliano）
- ソスラン・ガグロエフ（Soslan Gagloev）
- リック・カサレス（Rick Casares）
- 樫野伸輔（かしの しんすけ）
- ヨドニー・カジュステ（Yodny Cajuste）
- ジェヴォン・カース（Jevon Kearse）
- マーク・ガスティノー（Mark Gastineau）
- カーク・カズンズ（Kirk Cousins）
- アンソニー・カストンゾ（Anthony Castonzo）
- クリス・カーソン（Chris Carson）
- ハリー・カーソン（Harry Carson）
- ピエール・ガーソーン（Pierre Garçon）
- アブドゥル・カーター（Abdul Carter）
- アンソニー・カーター（Anthony Carter）
- キジャナ・カーター（Ki-Jana Carter）
- クインシー・カーター（Quincy Carter）
- クリス・カーター（Cris Carter）
- ケビン・カーター（Kevin Carter）
- ジェイレン・カーター（Jalen Carter）
- デイル・カーター（Dale Carter）
- デクスター・カーター（Dexter Carter）
- デュロン・カーター（Duron Carter）
- バージル・カーター（Virgil Carter）
- マイケル・カーター（Michael Carter）
- アンドレ・カーター2世（Andre Carter II）
- チャンドラー・カタンザロ（Chandler Catanzaro）
- ジム・カッカヴェージ（Jim Katcavage）
- クーパー・カップ（Cooper Kupp）
- クレイグ・カップ（Craig Kupp）
- ジェイク・カップ（Jake Kupp）
- ジョー・カップ→ジョー・キャップ
- アイザック・カーティス（Isaac Curtis）
- ケビン・カーティス（Kevin Curtis）
- マイク・カーティス（Mike Curtis）
- クリス・ガードッキ（Chris Gardocki）
- ソース・ガードナー（Sauce Gardner）
- デビン・ガードナー（Devin Gardner）
- マルコム・カトナー（Malcolm Kutner）
- ジェイ・カトラー（Jay Cutler）
- トニー・カナデオ（Tony Canadeo）
- ジョン・カーニー（John Carney）
- サム・カニンガム（Sam Cunningham）
- ベニー・カニンガム（Bennie Cunningham）
- ランドール・カニンガム（Randall Cunningham）
- ダニー・カネル（Dannny Kanell）
- グラハム・ガノ（Graham Gano）
- ロカ・カノンガタ[1]（Loka Kanongataa）
- エルビス・ガーバック（Elvis Grbac）
- トビー・ガーハート（Toby Gerhart）
- ジム・カバート（Jim Covert）
- マット・カバノー（Matt Cavanaugh）
- テリー・カービー（Terry Kirby）
- ウォード・カフ（Ward Cuff）
- テイラー・ガブリエル（Taylor Gabriel）
- ダン・カーペンター（Dan Carpenter）
- ボビー・カーペンター（Bobby Carpenter）
- ロブ・カーペンター (ランニングバック)（Rob Carpenter (running back)）
- ハロルド・カーマイケル（Harold Carmichael）
- アルビン・カマラ（Alvin Kamara）
- 鴨志田正樹（かもしだ まさき）
- アレックス・カラス（Alex Karras）
- マイケル・ガラップ（Michael Gallup）
- アーロン・カリー（Aaron Curry）
- シェーン・カリー（Shane Curry）
- バディ・カリー（Buddy Curry）
- ビル・カリー（Bill Curry）
- トッド・ガーリー（Todd Gurley）
- ゲイブ・カリミ（Gabe Carimi）
- マット・カリル（Matt Kalil）
- ライアン・カリル（Ryan Lalil）
- ジェフ・ガルシア（Jeff Garcia）
- レイ・カルース（Ray Carruth）
- ジェフ・カールソン（Jeff Carlson）
- ロドニー・カルバー（Rodney Culver）
- カーリー・カルプ（Curley Culp）
- ダンテ・カルペッパー（Daunte Culpepper）
- ジミー・ガロポロ（Jimmy Garoppolo）
- 河口正史（かわぐち まさふみ）
- 川村洋志（かわむら ひろし）
- ブレット・カーン（Brett Kern）
- カライジャ・カンシー（Calijah Kancey）
- ピーター・カンズ（Peter Konz）
- ビリー・カンディフ（Billy Cundiff）
- アーロン・カンプマン（Aaron Kampman）

### き
- ジム・キイク（Jim Kiick）
- ルーク・キークリー（Luke Kuechly）
- ウォルト・キースリング（Walt Kiesling）
- ブレット・キーゼル（Brett Keisel）
- ジョン・キッド（John Kidd）
- ネイト・キーディング（Nate Kaeding）
- ジョン・キトナ（Jon Kitna）
- カート・キトナー（Kurt Kittner）
- ジョージ・キトル（George Kittle）
- フランク・キナード（Frank Kinard）
- ケイス・キーナム（Case Keenum）
- ナイル・キニック（Nile Kinnick）
- 木下剛（きのした つよし）
- 木下典明（きのした のりあき）
- 木下善仁（きのした よしひと）
- アーネスト・ギビンズ（Ernest Givins）
- モンテ・キフィン（Monte Kiffin）
- レーン・キフィン（Lane Kiffin）
- フランク・ギフォード（Frank Gifford）
- ジャミア・ギブス（Jahmyr Gibbs）
- 木村俊作（きむら しゅんさく）
- ブレア・キール（Blair Kiel）
- ゲイル・ギルバート（Gale Gilbert）
- ビリー・キルマー（Billy Kilmer）
- ステファン・ギルモア（Stephon Gilmore）
- ハワード・キャサディ（Howard Cassady）
- リッチ・キャスター（Rich Caster）
- デイブ・キャスパー（Dave Casper）
- マット・キャセル（Matt Cassel）
- フランク・ギャッキ（Frank Gatski）
- キース・キャッシュ（Keith Cash）
- ケリー・キャッシュ（Kerry Cash）
- ジョー・キャップ（Joe Kapp）
- ビリー・キャノン（Billy Cannon）
- リッチ・ギャノン（Rich Gannon）
- コリン・キャパニック（Colin Kaepernick）
- ブレイン・ギャバート（Blaine Gabbert）
- ジノ・キャペレッティ（Gino Cappelletti）
- コービー・キャメロン（Colby Cameron）
- ジョーダン・キャメロン（Jordan Cameron）
- デイブ・ギャラガー（Dave Gallagher）
- デビッド・ギャラード（David Garrard）
- ロバート・ギャラリー（Robert Gallery）
- マーク・キャリアー (セイフティ)（Mark Carrier (safety)）
- マーク・キャリアー (ワイドレシーバー)（Mark Carrier (wide receiver)）
- カール・ギャレット（Garl Garrett）
- ジェイソン・ギャレット（Jason Garrett）
- マイク・ギャレット（Mike Garrett）
- マイルズ・ギャレット（Myles Garrett）
- ジョーイ・ギャロウェイ（Joey Galloway）
- ピート・キャロル（Pete Carroll）
- ジョー・ギュヨン（Joe Guyon）
- アール・キャンベル（Earl Campbell）
- カライス・キャンベル（Calais Campbell）
- ジェイソン・キャンベル（Jason Campbell）
- ジャック・キャンベル（Jack Campbell）
- スコット・キャンベル（Scott Campbell）
- ダン・キャンベル（Dan Campbell）
- デボンドレ・キャンベル（De'Vondre Campbell）
- ポール・キャンベル（Paul Campbell）
- マーク・キャンベル（Mark Campbell）
- ゲイリー・キュービアック（Gary Kubiak）
- ジェイク・キューメロウ（Jake Kumerow）
- ジョー・ギリアム（Joe Gilliam）
- レジー・ギリアム（Reggie Gilliam）
- クッキー・ギルクリスト（Cookie Gilchrist）
- ギャレット・ギルバート（Garrett Gilbert）
- ゲイル・ギルバート（Gale Gilbert）
- ハリー・ギルマー（Harry Gilmer）
- ビリー・キルマー（Billy Kilmer）
- ステファン・ギルモア（Stephone Gilmore）
- テッド・ギン・ジュニア（Ted Ginn Jr.）
- エドワード・J・キング（Edward J. King）
- ケニー・キング (ランニングバック)（Kenny King (running back)）
- ゴードン・キング（Gordon King）
- マーケット・キング（Marquette King）
- ダルトン・キンケイド（Dalton Kincaid）

### く
- ク・ヨンフェ（Younghoe Koo）
- ライアン・クイグリー（Ryan Quigley）
- マイク・クイック（Mike Quick）
- フレッド・クイラン（Fred Quillan）
- グローバー・クイン（Glover Quin）
- ジョナサン・クイン（Jonathan Quinn）
- ブレイディ・クイン（Brady Quinn）
- ロバート・クイン（Robert Quinn）
- シェルトン・クォールズ（Shelton Quarles）
- ジェームス・クック (ランニングバック)（James Cook (running back)）
- ダルビン・クック（Dalvin Cook）
- マーブ・クック（Marv Cook）
- ブランディン・クックス（Brandin Cooks）
- ブライアン・クッシング（Brian Cushing）
- マーキス・グッドウィン（Marquise Goodwin）
- 工藤建太（くどう けんた）
- アマリ・クーパー（Amari Cooper）
- アール・クーパー（Earl Cooper）
- エジェリン・クーパー（Edgerrin Cooper）
- クリス・クーパー (ディフェンシブラインマン)（Chris Cooper (defensive lineman)）
- A・J・クライン（A. J. Klein）
- トニー・クライン（Tony Cline）
- ジム・クラインササー（Jim Kleinsasser）
- ポール・クラウス（Paul Krause）
- ジミー・クラウセン（Jimmy Clausen）
- ジャデベオン・クラウニー（Jadeveon Clowney）
- ゲイリー・クラーク（Gary Clark）
- ケニー・クラーク (ディフェンシブタックル)（Kenny Clark (defensive tackle)）
- ケビン・クラーク（Kevin Clark）
- ダッチ・クラーク（Dutch Clark）
- ダラス・クラーク（Dallas Clark）
- デスモンド・クラーク（Desmond Clark）
- ドワイト・クラーク（Dwight Clark）
- フランク・クラーク（Frank Clark）
- モンテ・クラーク（Monte Clark）
- グレッグ・クラーゲン（Greg Kragen）
- トニー・グラジアニ（Tony Graziani）
- サム・グラディ（Sam Graddy）
- ランディ・グラディシャー（Randy Gradishar）
- ブルース・グラドコウスキー（Bruce Gradkowski）
- グラハム→グレアムも参照
- ケント・グラハム（Kent Graham）
- シェーン・グラハム（Shayne Graham）
- ジミー・グラハム（Jimmy Graham）
- スーパースター・ビリー・グラハム（"Super Star" Billy Graham）
- ダニエル・グラハム（Daniel Graham）
- ブランドン・グラハム（Brandon Graham）
- メイソン・グラハム（Mason Graham）
- マイケル・クラブツリー（Michael Crabtree）
- ケビン・クラフト（Kevin Craft）
- ラス・クラフト（Russ Craft）
- ビル・グラマティカ（Bill Gramática）
- マーティン・グラマティカ（Martín Gramática）
- ティム・クラムライ（Tim Krumrie）
- モーリス・クラレット（Maurice Clarett）
- サム・クランシー（Sam Clancy）
- サマジー・グラント（Samajie Grant）
- ジャキーム・グラント（Jakeem Grant）
- ライアン・グラント (ランニングバック)（Ryan Grant (running back)）
- トム・グランヴィル（Tom Granville）
- アルジ・クランプラー（Alge Crumpler）
- カーレスター・クランプラー（Carlester Crumpler）
- クリス・クーリー（Chris Cooley）
- ウィル・グリアー（Will Grier）
- ライアン・グリグソン（Ryan Grigson）
- ルー・クリークマー（Lou Creekmur）
- ブライアン・グリーシー（Brian Griese）
- ボブ・グリーシー（Bob Griese）
- ジョン・グリムズリー（John Grimsley）
- ジャック・クリスチャンセン（Jack Christiansen）
- スティーブ・クリスティ（Steve Christie）
- トッド・クリステンセン（Todd Christensen）
- ジャレッド・クリック（Jared Crick）
- 栗原嵩（くりはら たかし）
- アーチー・グリフィン（Archie Griffin）
- シャキーム・グリフィン（Shaquem Griffin）
- シャキール・グリフィン（Shaquill Griffin）
- ドン・グリフィン（Don Griffin）
- ロバート・グリフィン3世（Robert Griffin III）
- ジョー・クリブス（Joe Cribbs）
- チャド・クリフトン（Chad Clifton）
- ラス・グリム（Russ Grimm）
- アーマン・グリーン（Ahman Green）
- ウィリー・グリーン（Willie Green）
- A・J・グリーン（A. J. Green）
- エリック・グリーン (コーナーバック)（Eric Green (cornerback)）
- エリック・グリーン (タイトエンド)（Eric Green (tight end)）
- ケビン・グリーン（Kevin Greene）
- ジェイコブ・グリーン（Jacob Green）
- ション・グリーン（Shonn Greene）
- タイロン・グリーン（Tyrone Green）
- ダレル・グリーン（Darrell Green）
- トレント・グリーン（Trent Green）
- ミーン・ジョー・グリーン（"Mean" Joe Greene）
- ラダリアス・グリーン（Ladarius Green）
- ロイ・グリーン（Roy Green）
- L・C・グリーンウッド（L. C. Greenwood）
- ベンジャーバス・グリーン＝エリス（BenJarvus Green-Ellis）
- ドレ・グリーンロー（Dre Greenlaw）
- デビッド・クリングラー（David Klingler）
- ハハ・クリントン＝ディックス（Ha Ha Clinton-Dix）
- クリス・クルーウェ（Chris Kluwe）
- テリー・クルーズ（Terry Cruz）
- ビクター・クルーズ（Victor Cruz）
- ジョン・グルーデン（Jon Gruden）
- ポール・グルーバー（Paul Gruber）
- グレアム→グラハムも参照
- オットー・グレアム（Otto Graham）
- コーリー・グレアム（Corey Graham）
- シェーン・グレアム（Shayne Graham）
- ブランドン・グレアム（Brandon Graham）
- J・T・グレイ（J. T. Gray）
- ジョナス・グレイ（Jonas Gray）
- メル・グレイ (リターナー)（Mel Gray (return specialist)）
- メル・グレイ (ワイドレシーバー)（Mel Gray (wide receiver)）
- デイブ・クレイグ（Dave Krieg）
- ロジャー・クレイグ（Roger Craig）
- ライアン・クレイディ（Ryan Clady）
- マーク・クレイトン (1961年生のアメリカンフットボール選手)（Mark Clayton (American football, born 1961)）
- マーク・クレイトン (1982年生のアメリカンフットボール選手)（Mark Clayton (American football, born 1982)）
- アーロン・クレイバー（Aaron Craver）
- チェイス・クレイプール（Chase Claypool）
- モリス・クレイボーン（Morris Claiborne）
- レイモンド・クレイボーン（Raymond Clayborn）
- エリック・クレイマー（Erik Kramer）
- ジェリー・クレイマー（Jerry Kramer）
- トミー・クレイマー（Tommy Kramer）
- ジャック・グレゴリー (ディフェンシブエンド)（Jack Gregory (defensive end)）
- スティーブ・グレゴリー（Steve Gregory）
- ジョー・クレッコ（Joe Klecko）
- フォレスト・グレッグ（Forrest Gregg）
- マイク・グレノン（Mike Glennon）
- ケレン・クレメンス（Kellen Clemens）
- ネイト・クレメンツ（Nate Clements）
- コーリー・クレメント（Corey Clement）
- アーロン・グレン（Aaron Glenn）
- コーディ・グレン（Cordy Glenn）
- タリク・グレン（Tarik Glenn）
- テリー・グレン（Terry Glenn）
- レッド・グレンジ（Red Grange）
- ジョン・デビッド・クロー（John David Crow）
- ブロディ・クロイル（Brodie Croyle）
- スティーブ・グローガン（Steve Grogan）
- 黒川ラフィ（くろかわ らふぃ）
- ザック・クロケット（Zack Crockett）
- レイ・クロケット（Ray Crockett）
- ルー・グローザ（Lou Groza）
- ジェフ・クロス（Jeff Cross）
- ジョーダン・グロス（Jordan Gross）
- チャールズ・クロス（Charles Cross）
- ランディ・クロス（Randy Cross）
- マックス・クロスビー（Maxx Crosby）
- メイソン・クロスビー（Mason Crosby）
- バート・グロスマン（Burt Grossman）
- ランディ・グロスマン（Randy Grossman）
- レックス・グロスマン（Rex Grossman）
- アンドレ・グローデ（Andre Gurode）
- ラロイ・グローバー（La'Roi Glover）
- タイロン・クロフォード（Tyrone Crawford）
- アントニオ・クロマティ（Antonio Cromartie）
- マイク・クロール（Mike Croel）
- クリス・グロンコウスキー（Chris Gronkowski）
- グレン・グロンコウスキー（Glenn Gronkowski）
- ダン・グロンコウスキー（Dan Gronkowski）
- ロブ・グロンコウスキー（Rob Gronkowski）
- ジョン・クーン（John Kuhn）
- マーカス・クーン（Markus Kuhn）

### け
- クラレンス・ケイ（Clarenre Kay）
- マット・ゲイ（Matt Gay）
- ジュレル・ケイシー（Jurrell Casey）
- ジョン・ケイシー（John Kasay）
- ストーニー・ケイス（Stoney Case）
- アントニオ・ゲイツ（Antonio Gates）
- ラシャン・ゲイリー（Rashan Gary）
- ショーン・ゲイル（Shaun Gayle）
- ディーン・ケイン（Dean Cain）
- マイク・ゲシキ（Mike Gesicki）
- アレックス・ケスマン（Alex Kessman）
- コーディ・ケスラー（Cody Kessler）
- ビル・ケニー（Bill Kenney）
- エディ・ケニソン（Eddie Kennison）
- コーテス・ケネディ（Cortez Kennedy）
- ロマン・ゲブリエル（Roman Gabriel）
- ダスティン・ケラー（Dustin Keller）
- ジム・ケリー（Jim Kelly）
- デニス・ケリー（Dennis Kelly）
- ライアン・ケリー（Ryan Kelly）
- リロイ・ケリー（Leroy Kelly）
- レジー・ケリー（Reggie Kelly）
- ライアン・ケリガン（Ryan Kerrigan）
- ジェイソン・ケルシー（Jason Kelce）
- トラビス・ケルシー（Travis Kelce）
- スタン・ゲルボー（Stan Gelbaugh）
- エリック・ケンドリクス（Eric Kendricks）
- マイカル・ケンドリクス（Mychal Kendricks）
- ピート・ケンドール（Pete Kendall）
- ジェフ・ケンプ（Jeff Kenp）
- ジャック・ケンプ（Jack Kemp）

### こ
- フランク・ゴア（Frank Gore）
- 小池大輔（こいけ だいすけ）
- 合田正和（ごうだ まさかず）
- タリク・コーエン（Tarik Cohen）
- ゲイル・コグディル（Gail Cogdill）
- レッド・コクラン（Red Cochran）
- デクスター・コークリー（Dexter Coakley）
- ピート・ゴゴラック（Pete Gogolak）
- マイク・ゴゴラック（Mike Gogolak）
- バーニー・コーザー（Bernie Kosar）
- 輿亮（こし まこと）
- ダボン・ゴジョー（Davon Godchaux）
- スティーブン・ゴストコウスキー（Stephen Gostkowski）
- ダグ・コスビー（Doug Cosbie）
- ジェフ・ゴセット（Jeff Gossett）
- ゲイリー・コゾー（Gary Cuozzo）
- ベン・コーツ（Ben Coates）
- サム・コック（Sam Koch）
- ブライアン・コックス（Bryan Cox）
- フレッチャー・コックス（Fretcher Cox）
- フレッド・コックス（Fred Cox）
- モーガン・コックス（Morgan Cox）
- ダン・コッペン（Dan Koppen）
- 後藤完夫（ごとう さだお）
- ジーノ・ゴードン（Gino Gordon）[2]
- ジョシュ・ゴードン（Josh Gordon）
- メルビン・ゴードン（Melvin Gordon）
- ジェームス・コナー（James Conner）
- ジョージ・コナー（George Connor）
- チャーリー・コナーリー（Charlie Conerly）
- 小貫哲（こぬき さとし）
- スコット・コビントン（Scott Covington）
- ランドール・コブ（Randall Cobb）
- レジー・コブ（Reggie Cobb）
- ジャレッド・ゴフ（Jared Goff）
- アーロン・コープ（Aaron Corp）
- マイク・コーファー (キッカー)（Mike Cofer (kicker)）
- マイケル・コーファー（Michael Cofer）
- ポール・コフマン（Paul Coffman）
- マット・コフラー（Matt Kofler）
- デビッド・コーペイ（David Kopay）
- ブラッド・ゴーベル（Brad Goebel）
- ケニー・ゴラデイ（Kenny Golladay）
- マット・コラル（Matt Corral）
- オースティン・コリー（Austin Collie）
- ボブ・ゴーリック（Bob Golic）
- マイク・ゴーリック（Mike Golic）
- アンドレ・コリンズ（Andre Collins）
- グレッグ・コリンズ（Greg Collins）
- ケリー・コリンズ（Kerry Collins）
- ジェイミー・コリンズ（Jamie Collins）
- トッド・コリンズ (クォーターバック)（Todd Collins (quarterback)）
- ニック・コリンズ（Nick Collins）
- マーク・コリンズ（Mark Collins）
- ラエル・コリンズ（La'el Collins）
- トレント・コール（Trent Cole）
- ラリー・コール（Larry Cole）
- A・J・コール3世（A. J. Cole III）
- クレイグ・コルキット（Craig Colquitt）
- ジミー・コルキット（Jimmy Colquitt）
- ダスティン・コルキット（Justin Collquitt）
- ブリットン・コルキット（Britton Colquitt）
- ラバーニアス・コールズ（Laveranues Coles）
- バーノン・ゴルストン（Vernon Gholston）
- マーキス・コルストン（Marques Colston）
- マシュー・ゴールデン（Matthew Golden）
- ウィリー・ゴールト（Willie Gault）
- クリス・ゴールド（Chris Gould）
- ロビー・ゴールド（Robbie Gould）
- アダム・ゴールドバーグ（Adam Goldberg）
- ビル・ゴールドバーグ（Bill Goldberg）
- ケビン・コルブ（Kevin Kolb）
- テビン・コールマン（Tevin Coleman）
- マルコ・コールマン（Marco Coleman）
- モンテ・コールマン（Monte Coleman）
- ウィリー・コロン（Willie Colon）
- カーティス・コンウェイ（Curtis Conway）
- ケアリー・コンクリン（Cary Conklin）
- ジャック・コンクリン（Jack Conklin）
- アンソニー・ゴンザレス（Anthony Gonzalez）
- クリスチャン・ゴンザレス（Christian Gonzalez）
- トニー・ゴンザレス（Tony Gonzalez）
- ジミー・コンツェルマン（Jimmy Conzelman）
- 近藤祐司（こんどう ゆうじ）
- シェーン・コンラン（Shane Conlan）

## さ行

### さ
- エリック・ザイアー（Eric Zeier）
- ジョー・サイズマン（Joe Theismann）
- ジェリー・サイズモア（Jerry Sisemore）
- ブライアン・サイプ（Brian Sipe）
- コーリー・サイモン（Corey Simon）
- サム・サイラス（Sam Silas）
- トッド・サウアーブラン（Todd Sauerbrun）
- 佐伯栄太（さえき えいた）
- 佐岡真弐（さおか しんじ）
- 櫻井義孝（さくらい よしたか）
- 佐々木康元（ささき やすもと）
- 笹野直紀（ささの なおき）
- ジェフ・サタデー（Jeff Saturday）
- ウォルター・サッグス（Walter Suggs）
- テレル・サッグス（Terrell Suggs）
- コートランド・サットン（Courtland Sutton）
- ベイリー・ザッピー（Bailey Zappe）
- ウォーレン・サップ（Warren Sapp）
- ベニー・サップ（Benny Sapp）
- ボブ・サップ（Bob Sapp）
- パトリック・サーテイン（Patrick Surtain）
- パトリック・サーテイン2世（Patrick Surtain II）
- 佐藤健太（さとう けんた）
- 佐藤敏基（さとう としき）
- ザック・サドフェルド（Zach Sudfeld）
- ネイト・サドフェルド（Nate Sudfeld）
- 里見恒平（さとみ こうへい）
- モハメド・サヌー（Mohamed Sanu）
- ロジャー・サフォード（Rodger Saffold）
- ギャレット・サフロン（Garret Safron）
- ダーネル・サベージ（Darnell Savage）
- トム・サベージ（Tom Savage）
- アサンテ・サミュエル（Asante Samuel）
- ディーボ・サミュエル（Deebo Samuel）
- クリス・サミュエルズ（Chris Samuels）
- マイケル・サム（Michael Sam）
- グレッグ・サラス（Greg Salas）
- ラシャーン・サラーム（Rashaan Salaam）
- ダン・サリアムア（Dan Saleaumua）
- ショーン・サリズベリー（Sean Salisbury）
- ジョン・サリバン (オフェンシブラインマン)（John Sullivan (ofensive lineman)）
- 澤田大筰（さわだ だいさく）
- エマニュエル・サンダース（Emmanuel Sanders）
- シェドゥーア・サンダース（Shedeur Sanders）
- チャーリー・サンダース（Charlie Sanders）
- ディオン・サンダース（Deion Sanders）
- バリー・サンダース（Barry Sanders）
- ボブ・サンダース（Bob Sanders）
- マイルズ・サンダース（Miles Sanders）
- リッキー・サンダース（Ricky Sanders）
- ティト・サンタナ（Tito Santana）
- マーク・サンチェス（Mark Sanchez）
- カイロ・サントス（Cairo Santos）

### し
- ジェフ・ジェイガー（Jeff Jaeger）
- ジョシュ・ジェイコブス（Josh Jacobs）
- ハリー・ジェイコブス（Harry Jacobs）
- ブランドン・ジェイコブス（Brandon Jacobs）
- ライアン・シェイジアー（Ryan Shazier）
- アル・ジェイミソン（Al Jamison）
- ジェームス・ジェット（James Jett）
- アンファニー・ジェニングス（Anfernee Jennings）
- グレッグ・ジェニングス（Greg Jennings）
- デイブ・ジェニングス（Dave Jennings）
- ティム・ジェニングス（Tim Jennings）
- ブライアン・ジェニングス（Brian Jennings）
- ラシャード・ジェニングス（Rashad Jennings）
- スターリング・シェパード（Sterling Shepard）
- デリック・シェパード (ワイドレシーバー)（Derrick Shepard (wide receiver)）
- リト・シェパード（Lito Sheppard）
- クイントン・ジェファーソン（Quinton Jefferson）
- ジャスティン・ジェファーソン（Justin Jefferson）
- ジョン・ジェファーソン（John Jefferson）
- バン・ジェファーソン（Van Jefferson）
- ロイ・ジェファーソン（Roy Jefferson）
- ジム・ジェフコート（Jim Jeffcoat）
- トニー・シェフラー（Tony Scheffler）
- アルション・ジェフリー（Alshon Jeffery）
- ヘイウッド・ジェフリーズ（Haywood Jeffires）
- エジャリン・ジェームス（Edgerrin James）
- クレイグ・ジェームス (ランニングバック)（Craig James (running back)）
- ジョン・ジェームス（John James）
- ダーウィン・ジェームス（Derwin James）
- トリー・ジェームス（Tory James）
- ロバート・ジェームス (ディフェンシブバック)（Robert James (defensive back)）
- マイク・シェラード（Mike Sherrad）
- エルバート・シェリー（Elbert Shelley）
- ジョン・ジェリー（John Jerry）
- ペリア・ジェリー（Peria Jerry）
- アート・シェル（Art Shell）
- ドニー・シェル（Donnie Shell）
- ブランドン・シェルフ→ブランドン・シャーフ
- ロイ・ジェレラ（Roy Gerela）
- アルフレッド・ジェンキンス（Alfred Jenkins）
- エルトン・ジェンキンス（Elgton Jenkins）
- A・J・ジェンキンス（A. J. Jenkins）
- カレン・ジェンキンス（Cullen Jenkins）
- クリス・ジェンキンス（Kris Jenkins）
- ジャノリス・ジェンキンス（Janoris Jenkins）
- マイク・ジェンキンス（Mike Jenkins)）
- マルコム・ジェンキンス（Malcolm Jenkins）
- ジム・ジェンセン（Jim Jensen）
- ライアン・ジェンセン（Ryan Jensen）
- デニス・ジェントリー（Dennis Gentry）
- バイ・シカヘマ（Vai Sikahema）
- タイラー・シグペン（Tyler Thigpen）
- オーティス・シストランク（Otis Sistrunk）
- ボブ・ジーター（Bob Jeter）
- ジョシュ・シットン（Josh Sitton）
- ルイス・シネ（Lewis Cine）
- 篠竹幹夫（しのたけ みきお）
- 芝川龍平（しばかわ りゅうへい）
- ゲイリー・ジマーマン（Gary Zimmerman）
- ポール・ジマーマン（Paul Zimmerman）
- ロイ・ジマーマン（Roy Zimmerman）
- フィン・シーマン（Finn Seemann）
- トレバー・シーミアン（Trevor Siemian）
- 清水謙（しみず けん）
- キース・シムズ（Keith Sims）
- クリス・シムズ（Chris Simms）
- ケネス・シムズ（Kenneth Sims）
- ビリー・シムズ（Billy Sims）
- フィル・シムズ（Phil Simms）
- マット・シムズ（Matt Simms）
- リチャード・シーモア（Richard Seymour）
- ジェフ・シーモン（Jeff Siemon）
- クライド・シモンズ（Clyde Simmons）
- ジェフェリー・シモンズ（Jeffery Simmons）
- ジャスティン・シモンズ（Justin Simmons）
- ロイ・シモンズ（Roy Simmons）
- ロン・シモンズ（Ron Simmons）
- ディック・シャイナー（Dick Shiner）
- ロン・ジャウォースキー（Ron Jaworski）
- カリル・シャキール（Khalil Shakir）
- ジェリー・シャーク（Jerry Sherk）
- アーネスト・ジャクソン（Earnest Jackson）
- ウィルバー・ジャクソン（Wilbur Jackson）
- エディー・ジャクソン (セイフティ)（Eddie Jackson (safety)）
- カービー・ジャクソン（Kirby Jackson）
- カリーム・ジャクソン（Kareem Jackson）
- キース・ジャクソン（Keith Jackson）
- ケビン・ジャクソン（Kevin Jackson）
- J・C・ジャクソン（J. C. Jackson）
- ジャリアス・ジャクソン（Jarious Jackson）
- ジョナ・ジャクソン（Jonah Jackson）
- スティーブン・ジャクソン（Steven Jackson）
- タイソン・ジャクソン（Tyson Jackson）
- タバリス・ジャクソン（Tarvaris Jackson）
- ダレル・ジャクソン（Darrell Jackson）
- デクスター・ジャクソン (セイフティ)（Dexter Jackson (safety)）
- デショーン・ジャクソン（DeSean Jackson）
- トム・ジャクソン (1951年生のアメリカンフットボール選手)（w:Tom Jackson (American football, born 1951)）
- ハロルド・ジャクソン（Harold Jackson）
- ビンセント・ジャクソン（Vincent Jackson）
- ブランドン・ジャクソン（Brandon Jackson）
- フレッド・ジャクソン (ランニングバック)（Fred Jackson (running back)）
- ボー・ジャクソン（Bo Jackson）
- マイケル・ジャクソン (ワイドレシーバー)（Michael Jackson (wide receiver)）
- マーク・ジャクソン（Mark Jackson）
- マリク・ジャクソン（Malik Jackson）
- モンテ・ジャクソン（Monte Jackson）
- ラマー・ジャクソン（Lamar Jackson）
- リッキー・ジャクソン（Ricky Jackson）
- リッチ・ジャクソン（Rich Jackson）
- ソニー・ジャーゲンセン（Sonny Jurgensen）
- ジョー・ジャコビー（Joe Jacoby）
- ポール・ジャスティン（Paul Justin）
- クリス・ジャック（Chris Jacke）
- カイル・シャナハン（Kyle Shanahan）
- マイク・シャナハン（Mike Shanahan）
- セバスチャン・ジャニコウスキー（Sebastian Janikowski）
- ジェイミー・シャーパー（Jamie Sharper）
- ダレン・シャーパー（Darren Sharper）
- ザック・シャバネ（Zach Charbonnet）
- トラビス・ジャービー（Travis Jervey）
- シャノン・シャープ（Shannon Sharpe）
- スターリング・シャープ（Sterling Sharpe）
- ブランドン・シャーフ（Brandon Scherff）
- ルイス・シャープ（Luis Sharpe）
- ディック・シャフラス（Dick Schafrath）
- アリー・シャーマン（Allie Sherman）
- アンソニー・シャーマン（Anthony Sherman）
- リチャード・シャーマン（Richard Sherman）
- グレイディ・ジャレット（Grady Jarrett）
- ドウェイン・ジャレット（Dwayne Jarrett）
- ディック・ジャーロン（Dick Jauron）
- ロニー・シャンクリン（Ronnie Shanklin）
- J・J・ジャンセン（J. J. Jansen）
- ジェフ・シュウォルツ（Geoff Schwartz）
- ミッチェル・シュウォルツ（Mitchell Schwartz）
- ジム・シュウォンツ（Jim Schwantz）
- ジェリー・ジューディ（Jerry Jeudy）
- マット・ジュードン（Matt Judon）
- E・J・ジュニア（E. J. Junior）
- マイク・シュネック（Mike Schneck）
- ジャック・シュヴィニー（Jack Chevigny）
- ジョー・シューベルト（Joe Schobert）
- ジョー・シュミット（Joe Schmidt）
- ジョン・シュミット（John Schmitt）
- デイブ・シュラ（Dave Shula）
- ドン・シュラ（Don Shula）
- マイク・シュラ（Mike Shula）
- ヒース・シューラー（Heath Shuler）
- ミッキー・シューラー（Mickey Shuler）
- アート・シュリクター（Art Schlichter）
- ランス・シュルターズ（Lance Schulters）
- ダルトン・シュルツ（Dalton Schultz）
- ジム・シュレーダー（Jim Schrader）
- マーク・シュレーレス（Mark Schlereth）
- ジェイ・シュローダー（Jay Schroeder）
- ジーン・シュローダー（Gene Schroeder）
- ケイト・ジューン（Cato June）
- セス・ジョイナー（Seth Joyner）
- チャーリー・ジョイナー（Charlie Joyner）
- ジョージ・ショウ（George Shaw）
- デニス・ショウ（Dennis Shaw）
- ビリー・ショウ（Billy Shaw）
- 庄島辰尭（しょうじま たつあき）
- エディー・ジョージ（Eddie George）
- ジェフ・ジョージ（Jeff George）
- ビル・ジョージ (ラインバッカー)（Bill George (linebacker)）
- ジョナサン・ジョセフ（Johnathan Joseph）
- ダビン・ジョセフ（Davin Joseph）
- リンバル・ジョセフ（Linval Joseph）
- ジェレミー・ショッキー（Jeremy Shockey）
- キャメロン・ジョーダン（Cameron Jordan）
- スティーブ・ジョーダン（Steve Jordan）
- ディオン・ジョーダン（Dion Jordan）
- ブライアン・ジョーダン（Brian Jordan）
- ヘンリー・ジョーダン（Henry Jordan）
- リー・ロイ・ジョーダン（Lee Roy Jordan）
- ルーク・ジョッケル（Luke Joeckel）
- マーティ・ショッテンハイマー（Marty Schottenheimer）
- ケイワン・ショート（Kawann Short）
- ターク・ショナート（Turk Schonert）
- マット・ショーブ（Matt Schaub）
- デル・ショフナー（Del Shofner）
- アーロン・ショベル（Aaron Schobel）
- アーサー・ジョーンズ（Arthur Jones）
- アダム・ジョーンズ→パックマン・ジョーンズ
- アーロン・ジョーンズ (ランニングバック)（Aaron Jones (running back)）
- ウォルター・ジョーンズ（Walter Jones）
- クリス・ジョーンズ (ディフェンシブタックル)（Chris Jones (defensive tackle)）
- クリス・ジョーンズ (パンター)（Chris Jones (punter)）
- ジェームズ・ジョーンズ (ワイドレシーバー)（James Jones (wide receiver)）
- ジェリー・ジョーンズ（Jerry Jones）
- ジミー・ジョーンズ (ディフェンシブタックル)（Jimmie Jones (defensive tackle)）
- ジャコビー・ジョーンズ（Jacoby Jones）
- ジャック・ジョーンズ（Jack Jones）
- ジュリアス・ジョーンズ（Julius Jones）
- ジューン・ジョーンズ（June Jones）
- ジョナサン・ジョーンズ（Jonathan Jones）
- ショーン・ジョーンズ (セイフティ)（Sean Jones (safety)）
- ショーン・ジョーンズ (ディフェンシブエンド)（Sean Jones (defensive end)）
- スタン・ジョーンズ（Stan Jones）
- タイワン・ジョーンズ（Taiwan Jones）
- ダニエル・ジョーンズ（Daniel Jones）
- チャド・ジョーンズ（Chad Jones）
- チャンドラー・ジョーンズ（Chandler Jones）
- ディオン・ジョーンズ（Deion Jones）
- ディーコン・ジョーンズ（Deacon Jones）
- デイトン・ジョーンズ（Datone Jones）
- トゥー・トール・ジョーンズ（"Too Tall" Jones）
- トニー・ジョーンズ (オフェンシブタックル)（Tony Jones (offensive tackle)）
- ドニー・ジョーンズ（Donnie Jones）
- トーマス・ジョーンズ（Thomas Jones）
- バイロン・ジョーンズ（Byron Jones）
- パックマン・ジョーンズ（Pacman Jones）
- バート・ジョーンズ（Bert Jones）
- フェリックス・ジョーンズ（Felix Jones）
- フリオ・ジョーンズ（Julio Jones）
- ブレント・ジョーンズ（Brent Jones）
- ブロデリック・ジョーンズ（Broderick Jones）
- ヘンリー・ジョーンズ（Henry Jones）
- マーカス・ジョーンズ (コーナーバック)（Markus Jones (cornerback)）
- マーカス・ジョーンズ (ディフェンシブエンド)（Markus Jones (defensive end)）
- マック・ジョーンズ（Mac Jones）
- マービン・ジョーンズ (ラインバッカー)（Marvin Jones (linebacker)）
- ラシャド・ジョーンズ（Rashad Jones）
- ラム・ジョーンズ（Lam Jones）
- ランドリー・ジョーンズ（Landry Jones）
- ルーロン・ジョーンズ（Rulon Jones）
- ロナルド・ジョーンズ（Ronald Jones II）
- アルビン・ジョーンズ・ジュニア（Alvin Jones）
- モーリス・ジョーンズ＝ドリュー（Maurice Jones-Drew）
- クエンティン・ジョンストン（Quentin Johnston）
- ダリル・ジョンストン（Daryl Johnston）
- アンドレ・ジョンソン（Andre Johnson）
- ウォルター・ジョンソン (ディフェンシブタックル)（Walter Johnson (defensive tackle)）
- A・J・ジョンソン (コーナーバック)（A. J. Johnson (cornerback)）
- A・J・ジョンソン (ラインバッカー)（A. J. Johnson (linebacker)）
- カーリー・ジョンソン（Curley Johnson）
- カルビン・ジョンソン（Calvin Johnson）
- キーショーン・ジョンソン（Keyshawn Johnson）
- クイン・ジョンソン（Quinn Johnson）
- クリス・ジョンソン（Chris Johnson）
- ゲーリー・ジョンソン（Gary Johnson）
- ザイオン・ジョンソン（Zion Johnson）
- ジミー・ジョンソン (コーチ)（Jimmy Johnson (coach)）
- ジミー・ジョンソン (コーナーバック)（Jimmy Johnson (cornerback)）
- ジミー・ジョンソン (タイトエンド)（Jimmie Johnson）
- ジョー・ジョンソン (ディフェンシブエンド)（Joe Johnson (defensive end)）
- ジョシュ・ジョンソン（Josh Johnson）
- ジョン・ヘンリー・ジョンソン（John Henry Johnson）
- スティーブ・ジョンソン（Steve Johnson）
- ストーン・ジョンソン（Stone Johnson）
- ダグ・ジョンソン（Doug Johnson）
- チャド・ジョンソン（Chad Johnson）
- チャーリー・ジョンソン (オフェンシブラインマン)（Charlie Johnson (offensive lineman)）
- チャーリー・ジョンソン (クォーターバック)（Charley Johnson (quarterback)）
- ディオンテ・ジョンソン (ワイドレシーバー)（Diontae Johnson）
- デイビッド・ジョンソン (ランニングバック)（David Johnson (running back)）
- ドウェイン・ジョンソン（Dwayne Johnson）
- トルメイン・ジョンソン (コーナーバック)（Trumaine Johnson (cornerback)）
- ノーム・ジョンソン（Norm Johnson）
- バンス・ジョンソン（Vance Johnson）
- ピート・ジョンソン（Pete Johnson）
- ビリー・ジョンソン（Billy Johnson）
- ブラッド・ジョンソン（Brad Johnson）
- ペッパー・ジョンソン（Pepper Johnson）
- ヴォーン・ジョンソン（Vaughan Johnson）
- ボブ・ジョンソン（Bob Johnson）
- マイク・ジョンソン (ラインバッカー)（Mike Johnson (linebacker)）
- ルディ・ジョンソン（Rudi Johnson）
- レナード・ジョンソン（Leonard Johnson）
- レーン・ジョンソン（Lane Johnson）
- ロブ・ジョンソン（Rob Johnson）
- ロン・ジョンソン (ランニングバック)（Ron Johnson (running back)）
- パリス・ジョンソン・ジュニア（Paris Johnson Jr.）
- ジャーメイン・ジョンソン2世（Jermaine Johnson II）
- 白木栄次（しらき えいじ）
- 白木周作（しらき しゅうさく）
- トニー・シラグサ（Tony Siragusa）
- アミニ・シラトル（Amini Silatolu）
- ウィル・シールズ（Will Shields）
- サム・シールズ（Sam Shields）
- アダム・シーレン（Adam Thielen）
- ルイス・シーン→ルイス・シネ
- マイケル・シンクレア（Michael Sinclair）
- デビン・シングレタリー（Devin Singletary）
- マイク・シングレタリー（Mike Singletary）
- O・J・シンプソン（O. J. Simpson）
- ジェローム・シンプソン（Jerome Simpson）

### す
- エンダムカン・スー（Ndamukong Suh）
- J・R・スウィージー（J. R. Sweezy）
- ウォルト・スウィーニー（Walt Sweeney）
- ケビン・スウィーニー（Kevin Sweeney）
- ジム・スウィーニー（Jim Sweeney）
- トミー・スウィーニー（Tommy Sweeney）
- ディアンドレ・スウィフト（D'Andre Swift）
- パット・スウィリング（Pat Swilling）
- ジョシュ・スウェット（Josh Sweat）
- スティーブ・スウェル（Steve Sewell）
- ノア・スウェル（Noah Sewell）
- ハーリー・スウェル（Harley Sewell）
- ペネイ・スウェル（Penei Sewell）
- ボブ・スウェンソン（Bob Swenson）
- 菅原俊（すがわら しゅん）
- 椙田圭輔（すぎた けいすけ）
- グレッグ・スクラッグズ（Greg Scruggs）
- ジャック・スクワレック（Jack Squirek）
- トム・スクランダニー（Tom Sklandany）
- ジョン・スケルトン（John Skelton）
- クライド・スコット（Clyde Scott）
- クラレンス・スコット（Clarence Scott）
- ジェイク・スコット (ガード)（Jake Scott (guard)）
- ジェイク・スコット (セイフティ)（Jake Scott (safety)）
- ダフィー・スコット[3]
- トッド・スコット（Todd Scott）
- バート・スコット（Bart Scott）
- ハーバート・スコット（Herbert Scott）
- ピーター・スコロンスキー（Peter Skoronski）
- 鈴木瑛二（すずき えいじ）
- 鈴木隆之（すずき たかゆき）
- 鈴木弘子（すずき ひろこ）
- バート・スター（Bart Starr）
- フレッド・スタインフォルト（Fred Steinfort）
- ジョージ・スターク（George Starke）
- ローン・スターク（Rohn Stark）
- ジェームズ・スタークス（James Starks）
- マックス・スタークス（Max Starks）
- ランディ・スタークス（Randy Starks）
- ジョー・スタイダハー（Joe Stydahar）
- アーニー・スタウトナー（Ernie Stautner）
- ダレル・スタッキー（Darrell Stuckey）
- スコット・スタッドウェル（Scott Studwell）
- パット・スタッドスティル（Pat Studstill）
- マシュー・スタッフォード（Matthew Stafford）
- デイナ・スタブルフィールド（Dana Stubblefield）
- ジョン・スタントン[3]
- ドリュー・スタントン（Drew Stanton）
- ビル・スタンフィル（Bill Stanfill）
- ディック・スタンフェル（Dick Stanfel）
- ロニー・スタンリー（Ronnie Stanley）
- コーデル・スチュワート（Kordell Stewart）
- ジョナサン・スチュワート（Jonathan Stewart）
- ダリアン・スチュワート（Darian Stewart）
- ジャレット・スティッドハム（Jarrett Stidham）
- ジョエル・スティード（Joel Steed）
- ジョン・スティーブンス（John Stephens）
- ドワイト・スティーブンソン（Dwight Stephenson）
- ラモンドレ・スティーブンソン（Rhamondre Stevenson）
- ケン・ステイブラー（Ken Stabler）
- ジョー・ステイリー（Joe Staley）
- デボン・スティル（Devon Still）
- ゲイリー・スティルス（Gary Stills）
- ケニー・スティルス（Kenny Stills）
- ダリル・スティングリー（Darryl Stingley）
- デレク・スティングリー・シニア（Derek Stingley Sr.）
- デレク・スティングリー・ジュニア（Derek Stingley Jr.）
- ジョン・スティンチコム（Jon Stinchcomb）
- ヤン・ステナルード（Jan Stenerud）
- マーク・ステプノスキー（Mark Stepnoski）
- グレッグ・ステムリック（Greg Stemrick）
- トッド・ステューシー（Todd Steussie）
- スティーブ・ステンストロム（Steve Stenstrom）
- エリック・ストークス (コーナーバック)（Eric Stokes (cornerback)）
- J・J・ストークス（J. J. Stokes）
- フレッド・ストークス（Fred Stokes）
- ブランドン・ストークリー（Brandon Stokley）
- ルーク・ストッカー（Luke Stocker）
- クリント・ストーナー（Clint Stoerner）
- マット・ストバー（Matt Stover）
- ロジャー・ストーバック（Roger Staubach）
- ケリー・ストーファー（Kerry Stouffer）
- C・J・ストラウド（C. J. Stroud）
- マーカス・ストラウド（Marcus Stroud）
- マイク・ストラットン（Mike Stratton）
- トロイ・ストラドフォード（Troy Stradford）
- ジョン・ストールワース（John Stallworth）
- ドンテ・ストールワース（Donté Stallworth）
- コーリー・ストリンガー（Korey Stringer）
- マイケル・ストレイハン（Michael Strahan）
- クリス・ストレベラー（Chris Streveler）
- コール・ストレンジ（Cole Strange）
- ドン・ストロック（Don Strock）
- ウディ・ストロード（Woody Strode）
- ケン・ストロング（Ken Strong）
- マック・ストロング（Mack Strong）
- ピエール・ストロング・ジュニア（Pierre Strong Jr.）
- ロン・ストーン（Ron Stone）
- 須永恭通（すなが やすみち）
- クリス・スニー（Chris Snee）
- ノーム・スニード（Norm Snead）
- マット・スネル（Matt Snell）
- ジャック・スノー（Jack Snow）
- タキオ・スパイクス（Takeo Spikes）
- ブランドン・スパイクス（Brandon Spikes）
- スティーブ・スパリアー（Steve Spurrier）
- マック・スピーディー（Mac Speedie）
- アート・スピニー（art Spinney）
- C・J・スピラー（C. J. Spiller）
- クリス・スピールマン（Chris Spielman）
- ショーン・スプリングス（Shawn Springs）
- エド・スプリンクル（Ed Sprinkle）
- ダレン・スプロールズ（Darren Sproles）
- スティーブ・スーヘイ（Steve Suhey）
- マット・スーヘイ（Matt Suhey）
- アロンゾ・スペルマン（Alonzo Spellman）
- ジャック・スペルマン（Jack Spellman）
- アンソニー・スペンサー（Anthony Spencer）
- アキリ・スミス（Akili Smith）
- アル・スミス（Al Smith）
- アルドン・スミス（Aldon Smith）
- アレックス・スミス (クォーターバック)（Alex Smith (quarterback)）
- アレックス・スミス (タイトエンド)（Alex Smith (tight end)）
- アーロン・スミス（Aaron Smith）
- アンソニー・スミス (セイフティ)（Anthony Smith (safety)）
- アンソニー・スミス (ディフェンシブエンド)（Anthony Smith (defensive end)）
- アントニオ・スミス (ディフェンシブエンド)（Antonio Smith (defensive end)）
- アンドレ・スミス (オフェンシブタックル)（Andre Smith (ofennsive tackle)）
- アントワン・スミス（Antowain Smith）
- ウィル・スミス (ディフェンシブエンド)（Will Smith (defensive end)）
- ウェイド・スミス（Wade Smith）
- ウェイン・スミス（Wayne Smith）
- エミット・スミス（Emmitt Smith）
- クリフトン・スミス（Clifton Smith）
- ケビン・スミス (ワイドレシーバー)（Kevin Smith (wide receiver)）
- ザダリアス・スミス（Za'Darius Smith）
- サミー・スミス（Sammie Smith）
- ジェイソン・スミス（Jason Smith）
- ジェイロン・スミス（Jaylon Smith）
- J・T・スミス（J. T. Smith）
- ジェリー・スミス（Jerry Smith）
- ジーノ・スミス（Geno Smith）
- ジミー・スミス (コーナーバック)（Jimmy Smith (cornerback)）
- ジミー・スミス (ワイドレシーバー)（Jimmy Smith (wide receiver)）
- ジム・レイ・スミス（Jim Ray Smith）
- ジャスティン・スミス (ディフェンシブエンド)（Justin Smith (defensive end)）
- ジャッキー・スミス（Jackie Smith）
- ショーン・スミス (1967年生のディフェンシブラインマン)（Sean Smith (defensive lineman, born 1967)）
- ジョン・スミス (プレースキッカー)（John Smith (placekicker)）
- ジョンヌ・スミス（Jonnu Smith）
- スティーブ・スミス (オフェンシブラインマン)（Steve Smith (offensive lineman)）
- スティーブ・スミス (ランニングバック)（Steve Smith (running back)）
- スティーブ・スミス (1979年生のワイドレシーバー)（Steve Smith (wide receiver, born 1979)）
- スティーブ・スミス (1985年生のワイドレシーバー)（Steve Smith (wide receiver, born 1985)）
- セス・スミス（Seth Smith）
- タイロン・スミス（Tyron Smith）
- ダグ・スミス (オフェンシブラインマン)（Doug Smith (Offensive lineman)）
- ダリル・スミス (ラインバッカー)（Daryl Smith (linebacker)）
- ダリン・スミス（Darrin Smith）
- ティミー・スミス（Timmy Smith）
- デボンタ・スミス（DeVonta Smith）
- デニス・スミス（Dennis Smith）
- デトロン・スミス（Detron Smith）
- テルビン・スミス（Telvin Smith）
- トリー・スミス（Torrey Smith）
- トロイ・スミス（Troy Smith）
- ニール・スミス（Neil Smith）
- ノーラン・スミス（Nolan Smith）
- ババ・スミス（Bubba Smith）
- ハリソン・スミス（Harrison Smith）
- ヴィンソン・スミス（Vinson Smith）
- ブルース・スミス (ディフェンシブエンド)（Bruce Smith (defensive end)）
- ブルース・スミス (ハーフバック)（Bruce Smith (halfback)）
- ヘイデン・スミス（Hayden Smith）
- ポール・スミス (ディフェンシブエンド)（Paul Smith (defensive end)）
- マージ・スミス（Mazi Smith）
- マーベル・スミス（Marvel Smith）
- マルコム・スミス（Malcolm Smith）
- ラスティ・スミス（Rusty Smith）
- ロークワン・スミス（Roquan Smith）
- ロッド・スミス (ディフェンシブバック)（Rod Smith (defensive back)）
- ロッド・スミス (ランニングバック)（Rod Smith (running back)）
- ロッド・スミス (ワイドレシーバー)（Rod Smith (wide receiver)）
- ロバート・スミス (ディフェンシブエンド)（Robert Smith (defensive end)）
- ロバート・スミス (ランニングバック)（Robert Smith (running back)）
- ジャクソン・スミス＝インジグバ（Jaxon Smith-Njigba）
- ジュジュ・スミス＝シュスター（JuJu Smith-Schuster）
- フレッド・スメラス（Fred Smerlas）
- ブラッド・スメリー（Brad Smelley）
- グレッグ・ズーライン（Greg Zuerlein）
- アート・スリッチャー（Art Schlichter）
- ダリアス・スレイ（Darius Slay）
- ジャッキー・スレイター（Jackie Slater）
- デューク・スレイター（Duke Slater）
- マシュー・スレイター（Matthew Slater）
- ラショーン・スレイター（Rashawn Slater）
- クリス・スレイド（Chris Slade）
- マット・スローソン（Matt Slauson）
- ウェブスター・スローター（Webster Slaughter）
- ミッキー・スローター（Mickey Slaughter）
- ウィリー・スローワー（Willie Thrower）
- デビッド・スローン（David Sloan）
- エリック・スワン（Eric Swann）
- リン・スワン（Lynn Swann）
- トラヴィス・スワンソン（Travis Swanson）

### せ
- ジュニア・セアウ（Junior Seau）
- ゲイル・セイヤーズ（Gale Sayers）
- アンドリュー・セウマロ[1]（Andrew Seumalo）
- スコット・セキュルズ（Scott Secules）
- チャック・セシル（Chuck Cecil）
- ジョン・セトル（John Settle）
- ジミー・セファーロ（Jimmy Cefalo）
- ラファエル・セプティアン（Rafael Septién）
- ジェイソン・セホーン（Jason Sehorn）
- マイク・セラーズ（Mike Sellers）
- ロン・セラーズ（Ron Sellers）
- デューイ・セルモン（Dewey Selmon）
- リーロイ・セルモン（Lee Roy Selmon）
- ギャレット・セレック（Garrett Celek）
- ブレント・セレック（Brent Celek）
- ラリー・センターズ（Larry Centers）
- トニー・ゼンデハス（Tony Zendejas）
- ホアキン・ゼンデハス（Joaquin Zendejas）
- マックス・ゼンデハス（Max Zendejas）
- マーティ・ゼンデハス（Marty Zendejas）
- ルイス・ゼンデハス（puis Zendejas）
- ボブ・セントクレア（Bob St. Clair）
- ブライアン・セントピエール（Brian St. Pierre）
- アモン＝ラ・セントブラウン（Amon-Ra St. Brown）
- エクアニメオス・セントブラウン（Equanimeous St. Brown）

### そ
- ジョージ・ソウアー（George Sauer）
- ジョージ・ソウアー・ジュニア（George Sauer Jr.）
- ブライアン・ソチア（Brian Sochia）
- ジム・ソープ（Jim Thorpe）
- アイザック・ソポアガ（Issac Sopoaga）
- スコット・ゾーラック（Scott Zolak）
- ポール・ソリアイ（Paul Soliai）
- リッチ・ソウル（Rich Saul）
- ネイト・ソルダー（Nate Solder）
- ロン・ソルト（Ron Solt）
- ゴーディ・ソロトー（Gordy Soltau）
- フレディー・ソロモン（Freddie Solomon）
- ジム・ゾーン（Jim Zorn）
- ラリー・ゾンカ（Larry Czonka）
- ジェームズ・ソーントン（James Thornton）
- タイクアン・ソーントン（Tyquan Thornton）

## た行

### た
- マイク・タイス（Mike Tice）
- アンドレ・ダイソン（Andre Dyson）
- ケビン・ダイソン（Kevin Dyson）
- ディアンジェロ・タイソン（DeAngelo Tyson）
- ウェンデル・タイラー（Wendell Tyler）
- デビッド・タイリー（David Tyree）
- ロン・ダイン（Ron Dayne）
- ローレンス・タインズ（Lawrence Tynes）
- ダン・タウラー（Dan Towler）
- ボイド・ダウラー（Boyd Dowler）
- ジョシュ・ダウンズ（Josh Downs）
- グレッグ・タウンゼント（Greg Townsend）
- マンティ・タオ（Manti Te'o）
- カイル・ダガー（Kyle Dugger）
- 高田鉄男（たかた てつお）
- 高野元秀（たかの もとひで）
- 高橋賢次（たかはし けんじ）
- 高橋公一（たかはし こういち）
- 高橋幸史（たかはし こうじ）
- 田川晃太郎（たがわ こうたろう）
- ダン・ターク（Dan Turk）
- マット・ターク（Matt Turk）
- 宅田裕彦（たくだ ひろひこ）
- デマリオ・ダグラス（Demario Douglas）
- ヒュー・ダグラス（Hugh Douglas）
- ラスール・ダグラス（Rasul Douglas）
- ジェシー・タグル（Jessie Tuggle）
- 武田建（たけだ けん）
- フラン・ターケントン（Fran Tarkenton）
- トゥア・タゴヴァイロア（Tua Tagovailoa）
- スティーブ・タスカー（Steve Tasker）
- ジャスティン・タッカー（Justin Tucker）
- ジャスティン・タック（Justin Tuck）
- ジョン・ダットン (ディフェンシブラインマン)（John Dutton (defensive lineman)）
- ローファー・タップ（Lofa Tatupu）
- 龍村学（たつむら まなぶ）
- ジャクソン・ダート（Jaxson Dart）
- ビル・ダドリー（Bill Dudley）
- キーナ・ターナー（Keena Turner）
- ジム・ターナー (プレースキッカー)（Jim Turner (placekicker)）
- トレイ・ターナー（Trai Turner）
- ブルドッグ・ターナー（Bulldog Turner）
- マイケル・ターナー（Michael Turner）
- ジム・ダナウェイ（Jim Dunaway）
- チェイス・ダニエル（Chase Daniel）
- オーエン・ダニエルズ（Owen Daniels）
- ジェイデン・ダニエルズ（Jayden Daniels）
- B・J・ダニエルズ（B. J. Daniels）
- マイク・ダニエルズ（Mike Daniels）
- ゲイリー・ダニエルソン（Gary Danielson）
- ライアン・タネヒル（Ryan Tannehill）
- エムレン・タネル（Emlen Tunnell）
- エド・ダノウスキー（Ed Danowski）
- サム・ダーノルド（Sam Darnold）
- マーカス・タブス（Marcus Tubbs）
- ロバート・タービン（Robert Turbin）
- モジ・タップ（Mosi Tatupu）
- ローファ・タップ（Lofa Tatupu）
- ジュルジオ・タベッチオ（Giorgio Tavecchio）
- 田村丈（たむら じょう）
- 田谷野亮（たやの りょう）
- ジョン・タリー（John Talley）
- ダリル・タリー（Darryl Talley）
- マイク・タリアフェロ（Mike Taliaferro）
- クリスチャン・ダリソー（Christian Darrisaw）
- アキブ・タリブ（Aqib Talib）
- ブラッド・ダルイソ（Brad Daluiso）
- アンディ・ダルトン（Andy Dalton）
- デイブ・ダルビー（Dave Dalby）
- マーセル・ダレウス（Marcell Dareus）
- ウォリック・ダン（Warrick Dunn）
- カーティス・ダンカン（Curtis Duncan）
- スピーディー・ダンカン（Speedy Duncan）
- 丹治辰碩（たんじ たつひろ）
- トニー・ダンジー（Tony Dungy）
- ラレミー・タンシル（Laremy Tunsil）
- カルロス・ダンスビー（Karlos Dansby）
- キース・タンディ（Keith Tandy）
- ヴォーン・ダンバー（Vaughn Dunbar）
- カルロス・ダンラップ（Carlos Dunlap）

### ち
- ジャマール・チェイス（Ja'Marr Chase）
- コーリー・チェイバス（Corey Chavous）
- レイモンド・チェスター（Raymond Chester）
- デロン・チェリー（Deron Cherry）
- ウォリー・チェンバース（Wally Chambers）
- クリス・チェンバース（Chris Chambers）
- ガイ・チェンバレン（Guy Chamberlin）
- D・J・チャーク（D. J. Chark）
- ニック・チャブ（Nick Chubb）
- ブラッドリー・チャブ（Bradley Chubb）
- オーソン・チャールズ（Orson Charles）
- ジャマール・チャールズ（Jamaal Charles）
- パトリック・チャン（Patrick Chung）
- カム・チャンセラー（Kam Chancellor）
- ウェス・チャンドラー（Wes Chandler）
- クリス・チャンドラー（Chris Chandler）
- ドン・チャンドラー（Don Chandler）
- マーク・チュムラ（Mark Chmura）
- ブラッド・チルドレス（Brad Childress）
- レイ・チルドレス（Ray Childress）

### つ
- 佃宗一郎（つくだ そういちろう）
- 辻篤志（つじ あつし）
- 辻治人（つじ なるひと）
- アル・ツーン（Al Toon）
- ニック・ツーン（Nick Toon）

### て
- ダン・ディアードルフ（Dan Dierdorf）
- ザック・ディオシー（Zak DeOssie）
- スティーブ・ディオシー（Steve DeOssie）
- エド・ディクソン（Ed Dickson）
- デニス・ディクソン（Dennis Dixon）
- ブライアン・ディクソン（Brian Dixon）
- ブランドン・ディクソン（Brandon Dixon）
- マイケル・ディクソン（Michael Dickson）
- ジャック・テイタム（Jack Tatum）
- エリック・ディッカーソン（Eric Dickerson）
- ランドン・ディッカーソン（Landon Dickerson）
- リン・ディッキー（Lynn Dickey）
- クアンドレ・ディグス（Quandre Diggs）
- ステフォン・ディグス（Stefon Diggs）
- トレイボン・ディグス（Trevon Diggs）
- ハンフォード・ディクソン（Hanford Dixon）
- マイケル・ディクソン（Michael Dickson）
- ゴールデン・テイト（Golden Tate）
- ベン・テイト（Ben Tate）
- トラビス・ティドウェル（Travis Tidwell）
- マイク・ディトカ（Mike Ditka）
- Y・A・ティトル（Y. A. Tittle）
- ベン・ディヌッチ（Ben DiNucci）
- スティーブ・ディバーグ（Steve Deberg）
- アンドレ・ティペット（Andre Tippett）
- ティム・ティーボウ（Tim Tebow）
- ケイボン・ティボドー（Kayvon Thibodeaux）
- パトリック・ディマルコ（Patrick DiMarco）
- ローレンス・ティモンズ（Lawrence Timmons）
- アイク・テイラー（Ike Taylor）
- オーティス・テイラー（Otis Taylor）
- J・J・テイラー（J. J. Taylor）
- ジェイソン・テイラー（Jason Taylor）
- ジム・テイラー (フルバック)（Jim Taylor  (fullback)）
- ジョー・テイラー（Joe Taylor）
- ジョン・テイラー（John Taylor）
- ショーン・テイラー（Sean Taylor）
- ジョナサン・テイラー（Jonathan Taylor）
- タイロッド・テイラー（Tyrod Taylor）
- チャーリー・テイラー（Charley Taylor）
- チェスター・テイラー（Chester Taylor）
- デビッド・テイラー（David Taylor）
- ブルース・テイラー（Bruce Taylor）
- フレッド・テイラー（Fred Taylor）
- ライオネル・テイラー（Lionel Taylor）
- ローレンス・テイラー（Lawrence Taylor）
- キャロル・デイル（Carroll Dale）
- アンソニー・ディルウェグ（Anthony Dilweg）
- デビッド・ディール（David Diehl）
- ケン・ディルガー（Ken Dilger）
- スティーブ・ディルズ（Steve Dils）
- トレント・ディルファー（Trent Dilfer）
- クリス・ディールマン（Kris Dielman）
- チャールズ・ティルマン（Charles Tillman）
- パット・ティルマン（Pat Tillman）
- ルイス・ティルマン（Lewis Tillman）
- ジョー・ディレイニー（Joe Delaney）
- A・J・ディロン（A. J. Dillon）
- コーリー・ディロン（Corey Dillon）
- ボビー・ディロン（Bobby Dillon）
- フレッド・ディーン（Fred Dean）
- ジェラルド・ティンカー（Gerald Tinker）
- ミック・ティンゲルホフ（Mick Tingelhoff）
- ゲイネル・ティンズリー（Gaynell Tinsley）
- マイケル・ティンプソン（Michael Timpson）
- ジョン・デウィット（John DeWitt）
- デビッド・デカストロ（David DeCastro）
- ジョサイア・デグアラ（Josiah Deguara）
- ビニー・テスタバーディ（Vinny Testaverde）
- エリック・デッカー（Eric Decker）
- コイ・デトマー（Koy Detmer）
- タイ・デトマー（Ty Detmer）
- アルフォンゾ・デナード（Alfonzo Dennard）
- ジョン・デニー（John Denney）
- カイル・デバン（Kyle DeVan）
- アーニー・デービス（Ernie Davis）
- アル・デービス（Al Davis）
- ウィリー・デービス (ディフェンシブエンド)（Willie Davis (defensive end)）
- オースティン・デービス（Austin Davis）
- ガブリエル・デービス（Gabriel Davis）
- クラレンス・デービス（Clarence Davis）
- グレン・デービス (ハーフバック)（Glenn Davis (halfback)）
- ケネス・デービス（Kenneth Davis）
- ジョーダン・デービス（Jordan Davis）
- スティーブン・デービス（Stephen Davis）
- テレル・デービス（Terrell Davis）
- トーマス・デービス（Thomas Davis）
- ドマニック・デービス→ドマニック・ウィリアムス
- バーノン・デービス（Vernon Davis）
- ボンテ・デービス（Vontae Davis）
- レナード・デービス（Leonard Davis）
- ラボンテ・デビッド（Lavonte David）
- コットン・デビッドソン（Cotton Davidson）
- ジェームズ・デベリン（James Develin）
- デイブ・デュアソン（Dave Duerson）
- A・J・デューイ（A. J. Duhe）
- トム・テュパ（Tom Tupa）
- マーク・デューパー（Mark Duper）
- ローレント・デュバニー＝ターディフ（Laurent Duvernay-Tardif）
- デビン・デュバネイ（Devin Duvernay）
- ビリー・ジョー・デュプリー（Billy Joe Duplee）
- エルビス・デュマービル（Elvis Dumervil）
- ジェフ・テュール（Jeff Tuel）
- ワイアット・テラー（Wyatt Teller）
- アル・デル・グレコ（Al Del Greco）
- ジャック・デルリオ（Jack Del Rio）
- A・J・テレル（A. J. Terrell）
- ジェイク・デローム（Jake Delhomme）
- スティーブ・テンシ（Steve Tensi）
- リチャード・デント（Richard Dent）
- トム・デンプシー（Tom Dempsey）
- ジェフ・デンプス（Jeff Demps）

### と
- ジャック・ドイル（Jack Doyle）
- エセラ・トゥアオロ（Esera Tuaolo）
- マーカス・トゥイアソソポ（Marques Tuiasosopo）
- マヌ・トゥイアソソポ（Manu Tuiasosopo）
- マーク・トゥイネイ（Mark Tuinei）
- 東海辰弥（とうかい たつや）
- ジョー・トゥーニー（Joe Thuney）
- 東野稔（とうの みのる）
- トゥイカ・トゥファーガ[1]
- ロミオ・ドゥブス（Romeo Doubs）
- アマニ・トゥーマー（Amani Toomer）
- エルビス・ドゥマービル（Elvis Dumervil）
- パット・トゥーメイ（Pat Toomay）
- ジョー・ドゥラムリア（Joe DeLamielleure）
- ミッチェル・トゥルビスキー（Mitchell Trubisky）
- アル・トゥーン→アル・ツーン
- ニック・トゥーン→ニック・ツーン
- 時本昌樹（ときもと まさき）
- ディオン・ドーキンス（Dion Dawkins）
- ブライアン・ドーキンス（Brian Dawkins）
- 徳田浩至（とくだ こうじ）
- ダーネル・ドケット（Darnell Dockett）
- エリック・ドーシー（Eric Dorsey）
- ケン・ドーシー（Ken Dorsey）
- タンドン・ドス（Tandon Doss）
- トニー・ドーセット（Tony Dorsett）
- フィリップ・ドーセット（Phillip Dorsett）
- ケユンタ・ドーソン（Keyunta Dawson）
- ダーモンティ・ドーソン（Dermontti Dawson）
- フィル・ドーソン（Phil Dawson）
- レン・ドーソン（Len Dawson）
- リチャード・トッド（Richard Todd）
- ジャハン・ドットソン（Jahan Dotson）
- ライアン・ドナヒュー（Ryan Donahue）
- アーロン・ドナルド（Aaron Donald）
- レイ・ドナルドソン（Ray Donaldson）
- カダリアス・トニー（Kadarius Toney）
- ロバート・トニャン（Robert Tonyan）
- アルド・ドネリ（Aldo Donelli）
- アート・ドノバン（Art Donovan）
- パット・ドノバン（Pat Donovan）
- J・K・ドビンズ（J. K. Dobbins）
- ジョシュア・ドブス（Joshua Dobbs）
- アール・トーマス（Earl Thomas）
- アンソニー・トーマス（Anthony Thomas）
- アンドリュー・トーマス（Andrew Thomas）
- エミット・トーマス（Emmitt Thomas）
- サーマン・トーマス（Thurman Thomas）
- ザック・トーマス（Zach Thomas）
- J・T・トーマス (ディフェンシブバック)（J. T. Thomas (defensive back)）
- ジョー・トーマス (オフェンシブタックル)（Joe Thomas (offensive tackle)）
- ジョー・トーマス (ラインバッカー)（Joe Thomas (linebacker)）
- スキップ・トーマス（Skip Thomas）
- スタン・トーマス（Stan Thomas）
- ソロモン・トーマス（Solomon Thomas）
- タロス・トーマス（Tarlos Thomas）
- デマリアス・トーマス（Demaryius Thomas）
- デリック・トーマス（Derrick Thomas）
- ドゥウェイン・トーマス（Duane Thomas）
- トラ・トーマス（Tra Thomas）
- ブレア・トーマス（Blair Thomas）
- ブロデリック・トーマス（Broderick Thomas）
- ヘンリー・トーマス（Henry Thomas）
- マイク・トーマス (ランニングバック)（Mike Thomas (running back)）
- マイケル・トーマス (セイフティ)（Michael Thomas (safety)）
- マイケル・トーマス (ワイドレシーバー)（Michael Thomas (wide receiver)）
- ロドニー・トーマス（Rodney Thomas）
- ロバート・トーマス (ラインバッカー)（Robert Thomas (linebacker)）
- ボビー・トマソン（Bobby Thomason）
- 冨尾享平（とみお きょうへい）
- マイク・トムザック（Mike Tomczak）
- クリストファー・トムソン (Christopher Thomson)
- マイク・トムリン（Mike Tomlin）
- ラダニアン・トムリンソン（LaDainian Tomlinson）
- レイクン・トムリンソン（Laken Tomlinson）
- フレッド・ドライアー（Fred Dryer）
- ドナルド・ドライバー（Donald Driver）
- ジム・ドラッケンミラー（Jim Druckenmiller）
- ジェームス・トラップ（James Trapp）
- ジョージ・トラフトン（George Trafton）
- エディ・ドラモンド（Eddie Drummond）
- ジェフ・ドリスケル（Jeff Driskel）
- パディ・ドリスコル（Paddy Driscoll）
- チャーリー・トリッピ（CHarley Trippi）
- ビリー・ジョー・トリバー（Billy Joe Tolliver）
- フランク・トリプカ（Frank Tripucka）
- スコット・トルジーン（Scott Tolzien）
- ジャック・トルドー（Jack Trudeau）
- トニー・トルバート（Tony Tolbert）
- マイク・トルバート（Mike Tolbert）
- デズモンド・トルファント（Desmond Trufant）
- マーカス・トルファント（Marcus Trufant）
- クリス・ドールマン（Chris Doleman）
- ケニアン・ドレイク（Kenyan Drake）
- キース・トレイラー（Keith Traylor）
- JC・トレッター（JC Tretter）
- デビッド・トレドウェル（David Treadwell）
- オサイラス・トーレンス（O'Cyrus Torrence）
- ジャック・トーレンス（Jack Torrance）
- ジョン・ドレンボス（Jon Dorenbos）
- アル・ドロー（Al Dorow）
- セイニー・トンガ（Seini Tonga）
- アンソニー・トンプソン（Anthony Thompson）
- ジャック・トンプソン（Jack Thompson）
- スカイラー・トンプソン（Skylar Thompson）
- ダレル・トンプソン（Darrell Thompson）
- テイラー・トンプソン（Taylor Thompson）
- レイナ・トンプソン（Reyna Thompson）
- ドリアン・トンプソン＝ロビンソン（Dorian Thompson-Robinson）

## な行

### な
- ブレイン・ナイ（Blaine Nye）
- ポール・ナウモフ（Paul Naumoff）
- 中井勇介（なかい ゆうすけ）
- 中村多聞（なかむら たもん）
- ハルキ・ナカムラ（Haruki Nakamura）
- カイ・ナクア（Kai Nacua）
- プカ・ナクア（Puka Nacua）
- ブロンコ・ナグルスキー（Bronko Nagurski）
- カール・ナシブ（Carl Nassib）
- ライアン・ナシブ（Ryan Nassib）
- ダグ・ナスマイアー（Doug Nussmeier）
- ハロティ・ナータ（Haloti Ngata）
- バズ・ナター（Buzz Nutter）
- カール・ナッシブ（Carl Nassib）
- ジョー・ナッシュ（Joe Nash）
- ダミアン・ナッシュ（Damien Nash）
- リッキー・ナティール（Ricky Nattiel）
- 波木健太郎（なみき けんたろう）
- キース・ナル（Keith Null）
- ジム・ナンス（Jim Nance）

### に
- レナルド・ニアマイア（Renaldo Nehemiah）
- ローリー・ニエミ（Laurie Niemi）
- キーショーン・ニクソン（Keisean Nixon）
- トラショーン・ニクソン（Trashaun Nixon）
- 西村豪哲（にしむら ひでてつ）
- ライアン・ニース（Ryan Nece）
- ジョン・ニスビー（John Nisby）
- レイ・ニチキ（Ray Nitschke）
- ハーディ・ニッカーソン（Hardy Nickerson）
- カール・ニックス（Carl Nicks）
- ケント・ニックス（Kent Nix）
- ハキーム・ニックス（Hakeem Nicks）
- ボー・ニックス（Bo Nix）
- ルーズベルト・ニックス (フルバック)（Roosevelt Nix (fullback)）
- ジム・ニノウスキー（Jim Ninowski）
- オジー・ニューサム（Ozzie Newsome）
- キャム・ニュートン（Cam Newton）
- ネイト・ニュートン（Nate Newton）
- ロバート・ニューハウス（Robert Newhouse）
- ジェレミー・ニューベリー（Jeremy Newberry）
- トム・ニューベリー（Tom Newberry）
- エド・ニューマン（Ed Newman）
- テレンス・ニューマン（Terrence Newman）
- ハリー・ニューマン（Harry Newman）
- ジョン・ニーランド（John Niland）
- ラルフ・ニーリー（Ralph Neely）
- リチャード・ニーリ－（Richard Neely）
- エド・ニール（Ed Neal）
- エバン・ニール（Evan Neal）
- キアヌ・ニール（Keanu Neal）
- グレーシー・ニール（Greasy Neale）
- スティーブン・ニール（Stephen Neal）
- マイク・ニール（Mike Neal）
- ライアン・ニール（Ryan Neal）
- ロレンゾ・ニール（Lorenzo Neal）
- ギフォード・ニールセン（Gifford Nielsen）
- ロブ・ニンコビッチ（Rob Ninkovich）

### ぬ
- マイク・ヌジェント（Mike Nugent）
- カール・ヌーナン（Karl Noonan）
- ダニー・ヌーナン（Danny Noonan）

### ね
- ブラウニング・ネイグル（Browning Nagle）
- ビリー・ネイバーズ（Billy Neighobrs）
- ジョー・ネイマス（Joe Namath）
- ジェイレン・ネイラー（Jalen Nailor）
- トム・ネイレン（Tom Nalen）
- ジョー・ネドニー（Joe Nedney）
- アーニー・ネバース（Ernie Nevers）
- トム・ネビル (オフェンシブタックル)（Tom Neville (offensive tackle)）
- ビル・ネルセン（Bill Nelsen）
- アンディ・ネルソン（Andy Nelson）
- カイル・ネルソン（Kyle Nelson）
- クエントン・ネルソン（Quenton Nelson）
- ジョーディ・ネルソン（Jordy Nelson）
- スティーブ・ネルソン（Steve Nelson）
- レジー・ネルソン（Reggie Nelson）
- マイク・ネルムス（Mike Nelms）

### の
- スコット・ノーウッド（Scott Norwood）
- 埜下雅基（のした まさき）
- ドーソン・ノックス（Dawson Knox）
- ケン・ノートン・ジュニア（Ken Norton Jr.）
- ジェリー・ノートン（Jerry Norton）
- ジム・ノートン (セイフティ)（Jim Norton (safety)）
- ドン・ノートン（Don Norton）
- レイ・ノートン（Ray Norton）
- リック・ノートン（Rick Norton）
- ジェイ・ノバチェク（Jay Novacek）
- トミー・ノービス（Tommy Nobis）
- ジョシュ・ノーマン（Josh Norman）
- レオ・ノメリーニ（Leo Nomellini）
- ディック・ノーラン（Dick Nolan）
- マイク・ノーラン（Mike Nolan）
- チャック・ノール（Chuck Noll）

## は行

### は
- アンソニー・バー（Anthony Barr）
- クリス・バー（Chris Bahr）
- テリー・バー（Terry Barr）
- マット・バー（Matt Bahr）
- マット・ハアク（Matt Haack）
- キース・バイアース（Keith Byars）
- ジェイリン・ハイアット（Jalin Hyatt）
- ケビン・バイアード（Kevin Byard）
- ジョン・ハイズマン（John Heisman）
- アレックス・ハイスミス（Alex Highsmith）
- アロンゾ・ハイスミス（Alonzo Highsmith）
- ティム・ハイタワー（Tim Hightower）
- ドンタ・ハイタワー（Dont'a Hightower）
- スティーブ・ハイデン（Steve Heiden）
- ジョン・ハイデンライク（John Heidenreich）
- カルロス・ハイド（Carlos Hyde）
- ジョエル・バイトニオ→ジョエル・ビトニオ
- アーネスト・バイナー（Ernest Byner）
- テイラー・ハイニキ（Taylor Heinicke）
- キース・バイヤース→キース・バイアース
- ケビン・バイヤード→ケビン・バイアード
- メル・ハイン（Mel Hein）
- ジム・ハインズ（Jim Hines）
- チェーズン・ハインズ（Chasen Hines）
- ナイヒーム・ハインズ（Nyheim Hines）
- コナー・バーウィン（Connor Barwin）
- アート・パウエル（Art Powell）
- サム・ハウエル（Sam Howell）
- ジョン・ハウエル（John Howell）
- ショーン・パウエル（Shawn Powell）
- バイラル・パウエル（Bilal Powell）
- ジム・バウシュ（Jim Bausch）
- スティーブン・ハウシュカ（Stephen Hauschka）
- トッド・バウマン（Todd Bouman）
- ボブ・バウムハウアー（Bob Baumhower）
- チャック・ハウリー（Chuck Howley）
- ピーター・バウルウェア→ピーター・ボールウェア
- マイケル・バウルウェア→マイケル・ボールウェア
- サム・パウレスク（Sam Paulescu）
- マイク・パウンシー（Mike Pouncey）
- モーキス・パウンシー（Maurkice Pouncey）
- ウィリー・パーカー（Willie Parker）
- エース・パーカー（Ace Parker）
- ジム・パーカー（Jim Parker）
- デバンテ・パーカー（DeVante Parker）
- ブライアン・バーカー（Bryan Barker）
- ロイ・バーカー（Roy Barker）
- ロン・パーカー（Ron Parker）
- ジョン・パガーノ（John Pagano）
- チャック・パガーノ（Chuck Pagano）
- ジェローム・バーカム（Jerome Barkam）
- 萩山竜馬（はぎやま りょうま）
- レイ・パーキンス（Ray Perkins）
- エイドリアン・バーク（Adrian Burk）
- マット・バーク（Matt Birk）
- デイブ・パークス（Dave Parks）
- トレイロン・バークス（Treylon Burks）
- フレッド・バクスター（Fred Baxter）
- スコット・パクソン（Scott Paxson）
- エリック・バクティアリ（Eric Bakhtiari）
- デビッド・バクティアリ（David Bakhtiari）
- レックス・バークヘッド（Rex Burkhead）
- セイクワン・バークリー（Saquon Barkley）
- マット・バークリー（Matt Barkley）
- ジェイボン・ハーグレイブ（Javon Hargrave）
- アンソニー・ハーグローブ（Anthony Hargrove）
- デリック・バージェス（Derrick Burgess）
- エルロイ・ハーシュ（Elroy Hirsch）
- トニー・パショス（Tony Pashos）
- レッド・バジロ（Red Badgro）
- ディック・バス（Dick Bass）
- マイク・バス（Mike Bass）
- ビル・パスカル（Bill Paschal）
- ドウェイン・ハスキンズ（Dwayne Haskins）
- ルイス・バスケス（Louis Vasquez）
- ガリソン・ハースト（Garrison Hearst）
- ダン・パストリーニ（Dan Pastorini）
- ジム・ハスレット（Jim Haslett）
- 長谷川昌泳（はせがわ しょうえい）
- ビル・パーセルズ（Bill Parcells）
- マイカ・パーソンズ（Micah Parsons）
- 秦英之（はた ひでゆき）
- マット・バタグリア（Matt Battaglia）
- コーダレル・パターソン（Cordarrelle Patterson）
- ジョー・パターノ（Joe Paterno）
- ランディ・バタハ（Randy Vataha）
- アイザイア・パチェコ（Isiah Pacheco）
- ジェイレン・ハーツ（Jalen Hurts）
- マイク・バック（Mike Buck）
- デフォレスト・バックナー（DeForest Buckner）
- テレル・バックリー（Terrell Buckley）
- ジム・バッケン（Jim Bakken）
- ティム・ハッセルベック（Tim Hasselbeck）
- ドン・ハッセルベック（Don Hasselbeck）
- マット・ハッセルベック（Matt Hasselbeck）
- チャーリー・バッチ（Charlie Hatch）
- デイル・ハッチャー（Dale Hatcher）
- エイダン・ハッチンソン（Aidan Hutchinson）
- スティーブ・ハッチンソン（steve Hutchinson）
- チャド・ハッチンソン（Chad Hutchinson）
- デイブ・バッツ（Dave Butz）
- マリオン・バッツ（Marion Butts）
- クイントン・パットン（Quinton Patton）
- ジェームス・パットン (ディフェンシブラインマン)（James Patton (defensive lineman)）
- ジミー・パットン（Jimmy Patton）
- グレッグ・ハーディ（Greg Hardy）
- ディオンテ・ハーティー（Deonte Harty）
- ブロック・パーディ（Brock Purdy）
- クラレンス・バーディン（Clarence Verdin）
- ジム・ハート（Jim Hart）
- ジム・バート（Jim Burt）
- ジャイルズ・バード（Jairus Byrd）
- ジル・バード（Gill Byrd）
- ダグ・ハート（Doug Hart）
- デニス・バード（Dennis Byrd）
- ハリソン・バトカー（Harrison Butker）
- ディック・バトカス（Dick Butkus）
- スティーブ・バートコウスキー（Steve Bartkowski）
- ドン・ハトソン（Don Hutson）
- ロドニー・ハドソン（Rodney Hudson）
- マイケル・バードソング（Michael Birdsong）
- セドリック・ハードマン（Cedrick Hardman）
- ブレット・ハートマン（Brett Hartmann）
- メコール・ハードマン（Mecole Hardman）
- ケビン・バトラー（Kevin Butler）
- ジャック・バトラー（Jack Butler）
- マルコム・バトラー（Malcolm Butler）
- リロイ・バトラー（LeRoy Butler）
- マイク・バートラム（Mike Bartrum）
- ギャレット・ハートリー（Garrett Hartley）
- ウェイン・パトリック（Wayne Patrick）
- ティム・パトリック（Tim Patrick）
- クリフ・バトルズ（Cliff Battles）
- ハリス・バートン（Harris Barton）
- ジェームズ・ハナ（James Hanna）
- ジョン・ハナ（John Hannah）
- アルタラウン・バーナー（Alterraun Verner）
- ジョン・バナザック（John Banaszak）
- ピート・バナザック（Pete Banaszak）
- 花田秀虎（はなだ ひでとら）
- 花田勝（はなだ まさる）
- ジョバニ・バーナード（Giovani Bernard）
- レム・バーニー（Lem Barney）
- ゲイリー・バーニッジ（Gary Barnidge）
- アレックス・バニスター（Alex Bannister）
- ティム・バーネット（Tim Barnett）
- ニック・バーネット（Nick Barnett）
- フレッド・バーネット（Fred Barnett）
- ロブ・バーネット（Rob Burnett）
- オリビエ・バーノン（Olivier Vernon）
- アーニー・ハーバー（Arnie Herber）
- アルビン・ハーパー（Alvin Harper）
- ステュー・バーバー（Stew Barber）
- ティキ・バーバー（Tiki Barber）
- ドミニク・バーバー（Dominique Barber）
- マリオン・バーバー（Marion Barber）
- ロマン・ハーパー（Roman Harper）
- ロンデ・バーバー（Ronde Barber）
- マリオン・バーバー・ジュニア（Marion Barber Jr.）
- カリル・ハーバート（Khalil Herbert）
- ジャスティン・ハーバート（Justin Herbert）
- カル・ハバード（Cal Hubbard）
- ヴィンス・パパーリ（Vinve Papale）
- ゲイリー・バーバロ（Gary Barbaro）
- マーク・ババーロ（Mark Bavaro）
- ブライアン・ハビブ（Brian Habib）
- ジェイソン・バビン（Jason Babin）
- パーシー・ハービン（Percy Harvin）
- サム・ハフ（Sam Huff）
- マイケル・ハフ（Michael Huff）
- ボンタゼ・バーフィクト（Vontaze Burfict）
- デビッド・バフティアリ（David Bakhtiari）
- ジム・ハーボー（Jim Harbaugh）
- ジョン・ハーボー（John Harbaugh）
- アシュリー・パーマー（Ashlee Palmer）
- カーソン・パーマー（Carson Palmer）
- ジェシー・パーマー（Jesse Palmer）
- ジョーダン・パーマー（Jordan Palmer）
- ネイサン・パーマー（Nathan Palmer）
- 濱田篤則（はまだ あつのり）
- マーク・ハーマン（Mark Herrmann）
- カイル・ハミルトン（Kyle Hamilton）
- ジャック・ハム（Jack Ham）
- ギブラン・ハムダン（Gibran Hamdan）
- トム・ハーモン（Tom Harmon）
- ロニー・ハーモン（Ronnie Harmon）
- 原卓門（はら たくと）
- スティーブ・バーライン（Steve Beuerlein）
- ジョージ・ハラス（George Halas）
- ハワード・バラード（Howard Ballard）
- ヴィック・バラード（Vick Ballard）
- タンバ・ハリ（Tamba Hali）
- アル・ハリス (コーナーバック)（Al Harris (cornerback)）
- アル・ハリス (ディフェンシブラインマン)（Al Harris (defensive lineman)
- アンソニー・ハリス (セイフティ)（Anthony Harris (safety)）
- アンソニー・ハリス (ラインバッカー)（Anthony Harris (linebacker)）
- ウォルト・ハリス (コーナーバック)（Walt Harris (cornerback)）
- クリス・ハリス (セイフティ)（Chris Harris (safety)）
- クリス・ハリス・ジュニア（Chris Harris Jr.）
- クリフ・ハリス（Cliff Harris）
- ケビン・ハリス（Kevin Harris）
- ジェームズ・シャック・ハリス（James "Shack" Harris）
- ジョシュ・ハリス (ロングスナッパー)（Josh Harris (long snapper)）
- ジョン・ハリス (セイフティ)（John Harris (safety)）
- デイミアン・ハリス（Damien Harris）
- ティム・ハリス (コーナーバック)（Tim Harris (cornerback)）
- ティム・ハリス (ラインバッカー)（Tim Harris (linebacker)）
- ティム・ハリス (ランニングバック)（Tim Harris (running back)）
- トミー・ハリス（Tommie Harris）
- ナジー・ハリス（Najee Harris）
- ナポレオン・ハリス（Napoleon Harris）
- ババ・パリス（Bubba Paris）
- フランコ・ハリス（Franco Harris）
- ヘンリー・バリス（Henry Burris）
- マイク・ハリス (オフェンシブタックル)（Mike Harris (offensive tackle)）
- ローレンス・ハリス（Lawrence Harris）
- アントン・ハリソン（Anton Harrison）
- ジェームズ・ハリソン（James Harrison）
- マービン・ハリソン（Marvin Harrison）
- ロドニー・ハリソン（Rodney Harrison）
- マービン・ハリソン・ジュニア（Marvin Harrison Jr.）
- コナー・ハリデイ（Connor Halliday）
- ベイブ・パリリ（Babe Parilli）
- ジョーイ・ハリントン（Joey Harrington）
- ケント・ハル（Kent Hull）
- マーク・バルジャー（Marc Bulger）
- クリスチャン・バルモア（Christian Barmore）
- タイラー・パルコ（Tyler Palko）
- マーク・バルジャー（Mark Bulger）
- ネイト・バールソン（Nate Burleson）
- マルケス・バルデス＝スカントリング（Marquez Valdes-Scantling）
- プラキシコ・バレス（Plaxico Burress）
- シャキール・バレット（Shaquil Barrett）
- グラハム・ハレル（Graham Harrell）
- ケン・バロー（Ken Burrough）
- ドン・バロー（Don Burroughs）
- パット・ハーロー（Pat Harlow）
- ジョー・バロウ（Joe Burrow）
- ランディー・バロック（Randy Bullock）
- マーク・バロン（Mark Barron）
- エリック・ハワード（Erik Howard）
- ジェイ・ハワード（Jaye Howard）
- ジョーダン・ハワード（Jordan Howard）
- スカイラー・ハワード（Skyler Howard）
- ゼイビエン・ハワード（Xavien Howard）
- デズモンド・ハワード（Desmond Howard）
- ジェイ・バーワンガー（Jay Berwanger）
- ジェフ・ハンガートナー（Jeff Hangartner）
- アーブ・パンキー（Irv Pankey）
- カール・バンクス（Carl Banks）
- チップ・バンクス（Chip Banks）
- ディオンテ・バンクス（Deonte Banks）
- トニー・バンクス Tony Banks）
- トム・バンクス（Tom Banks）
- ブライアン・バンクス（Brian Bakns）
- フレッド・バンクス（Fred Banks）
- マートン・ハンクス（Merton Hanks）
- アレン・ハーンズ（Allen Hurns）
- ウォルト・バーンズ（Walt Barnes）
- エリック・バーンズ（Erich Barnes）
- ビリー・レイ・バーンズ（Billy Ray Barnes）
- ブライアン・バーンズ（Brian Burns）
- ベニー・バーンズ（Benny Barnes）
- マイク・バーンズ（Mike Barnes）
- ロッド・バーンスタイン（Rod Bernstine）
- ジェイソン・ハンソン（Jason Hanson）
- ケンドール・ハンター（Kendall Hunter）
- スコット・ハンター（Scott Hunter）
- トニー・ハンター（Tony Hunter）
- トラビス・ハンター（Travis Hunter）
- ロン・バンダー・ケレン（Ron Vander Kelen）
- マイク・バンダージャット（Mike Vanderjagt）
- ブルーノ・バンデュッチ（Bruno Bunducci）
- ジャロッド・バンチ（Jarrod Bunch）
- ロメオ・バンディソン（Romeo Bandison）
- カイル・バンデンボッシュ（Kyle Vanden Bosch）
- カリーム・ハント（Kareem Hunt）
- マーガス・ハント（Margus Hunt）
- ジョン・ハンド（Jon Hand）
- タイラー・ハントリー（Tyler Huntley）
- ブレット・ハンドリー（Brett Hundley）
- ルーカス・バン・ネス（Lukas Van Ness）
- ジェフ・バンノート（Jeff Van Note）
- クリス・ハンバーガー（Chris Hanburger）
- エバート・バンビューレン（Ebert Van Buren）
- スティーブ・バンビューレン（Steve Van Buren）
- トニー・バンフィールド（Tony Banfield）
- ケイシー・ハンプトン（Casey Hampton）
- ダン・ハンプトン（Dan Hampton）
- デイブ・ハンプトン（Dave Hampton）
- ロドニー・ハンプトン（Rodney Hampton）
- クリード・ハンフリー（Creed Humphrey）
- クロード・ハンフリー（Claude Humprey）
- バディ・ハンフリー（Buddy Humphrey）
- ボビー・ハンフリー (コーナーバック)（Bobby Humphery）
- ボビー・ハンフリー (ランニングバック)（Bobby Humphrey）
- マーロン・ハンフリー（Marlon Humphrey）
- リル・ジョーダン・ハンフリー（Lil'Jordan Humphrey）
- D・J・ハンフリーズ（D. J. Humphries）
- スタン・ハンフリーズ（Stan Humphries）
- ノーム・バンブロックリン（Norm Van Brocklin）
- アレックス・バンペルト（Alex Van Pelt）
- ブラッド・バンペルト（Brad Van Pelt）
- ブラッドリー・バンペルト（Bradlee Van Pelt）
- キース・バンホーン（Keith Van Horne）
- テリー・ハンラティ（Terry Hanratty）

### ひ
- ティム・ビアカブツカ（Tim Biakabutuka）
- アントニオ・ピアース（Antonio Pierce）
- バーナード・ピアース（Bernard Pierce）
- デイミオン・ピアース（Dameon Pierce）
- ドリュー・ピアソン（Drew Pearson）
- プレストン・ピアソン（Preston Pearson）
- アクバー・バジャ＝ビアミラ（Akbar Gbaja-Biamila）
- カビア・バジャ＝ビアミラ（Kabeer Gbaja-Biamila）
- エリック・ビエネミー（Eric Bieniemy）
- ジェイソン・ピエール＝ポール（Jason Pierre-Paul）
- 日沖靖（ひおき やすし）
- ティー・ヒギンス（Tee Higgins）
- ドメニク・ヒクソン（Domenik Hixon）
- ケニー・ピケット（Kenny Pickett）
- コーディー・ピケット（Cody Pickett）
- ドウェイン・ビケット（Duane Bickett）
- カール・ピケンズ（Carl Pickens）
- ジョージ・ピケンズ（George Pickens）
- ブルース・ピケンズ（Bruce Pickens）
- ジョー・ピサーシック（Joe Pisarcik）
- サビー・ピシテリ（Sabby Piscitelli）
- キース・ビショップ（Keith Bishop）
- コール・ビーズリー（Cole Beasley）
- ヴィック・ビーズリー（Vic Beasley）
- フレッド・ビーズリー（Fred Beasley）
- ジョン・ビーソン（Jon Beason）
- デニス・ピタ（Dennis Pitta）
- ジェイソン・ピータース（Jason Peters）
- マーカス・ピータース（Marcus Peters）
- エイドリアン・ピーターソン（Adrian Peterson）
- パトリック・ピーターソン（Patrick Peterson）
- ダグ・ピーダーソン（Doug Pederson）
- スティーブン・ピーターマン（Stephen Peterman）
- ネイサン・ピーターマン（Nathan Peterman）
- ケルビン・ビーチャム（Kelvin Beachum）
- ジーン・ヒッカーソン（Gene Hickerson）
- マイケル・ヴィック（Michael Vick）
- マーカス・ヴィック（Marcus Vick）
- ドワイト・ヒックス（Dwight Hicks）
- マーク・ヒッグス（Mark Higgs）
- ブライアン・ピッコロ（Brian Piccolo）
- イライジャ・ピッツ（Elijah Pitts）
- カイル・ピッツ（Kyle Pitts）
- マイケル・ピットマン・シニア（Michael Pittman Sr.）
- マイケル・ピットマン・ジュニア（Michael Pittman Jr.）
- ジェシー・ヒッブス（Jesse Hibbs）
- エリック・ヒップル（Eric Hipple）
- バイロン・ビーティー・ジュニア[1]（Byron Beatty Jr.）
- アイザイア・ピード（Isaiah Pead）
- アンドラス・ピート（Andrus Peat）
- ロドニー・ピート（Rodney Peete）
- ジョシュ・ビドウェル（Josh Bidwell）
- ジョエル・ビトニオ（Joel Bitonio）
- ゼーン・ビードルズ（Zane Beadles）
- アダム・ビナティエリ（Adam Vinatieri）
- ブラッドリー・ピニオン（Bradley Pinion）
- ドン・ビービー（Don Beebe）
- トッド・ヒープ（Todd Heap）
- ピート・ピホス（Pete Pihos）
- デーモン・ヒュアード（Damon Huard）
- ビル・ヒューイット（Bill Hewitt）
- ジェリー・ヒューズ（Jerry Hughes）
- チャック・ヒューズ（Chuck Hughes）
- ブランドン・ヒューズ（Brandon Hughes）
- クリス・ヒューストン（Chris Houston）
- ケン・ヒューストン（Ken Houston）
- ジャスティン・ヒューストン（Justin Houston）
- ピート・ピホス（Pete Pihos）
- ジェスロ・ピュー（Jethro Pugh）
- デーモン・ヒュアード（Damon Huard）
- ブロック・ヒュアード（Brock Huard）
- ブランドン・ヒューズ（Brandon Hughes）
- クリス・ヒューストン（Chris Houston）
- 平井英嗣（ひらい ひでつぐ）
- アレハンドロ・ビラヌエバ（Alejandro Villanueva）
- フィル・ビラピアーノ（Phil Villapiano）
- 平本恵也（ひらもと けいや）
- エド・ヒーリー（Ed Healey）
- ペイトン・ヒリス（Peyton Hillis）
- コーリー・ヒリャード（Corey Hilliard）
- ダルトン・ヒリャード（Dalton Hilliard）
- ウィンストン・ヒル（Winston Hill）
- カルビン・ヒル（Calvin Hill）
- キング・ヒル（King Hill）
- ジェレミー・ヒル（Jeremy Hill）
- ショーン・ヒル（Shaun Hill）
- タイリーク・ヒル（Tyreek Hill）
- テイサム・ヒル（Taysom Hill）
- デビッド・ヒル（David Hill）
- トニー・ヒル（Tony Hill）
- ドリュー・ヒル（Drew Hill）
- フレッド・ヒル（Fred Hill）
- ランダル・ヒル（Randal Hill）
- クリスト・ビルキディ（Christo Bilukidi）
- ウォリー・ヒルゲンバーグ（Wally Hilgenberg）
- ジェイ・ヒルゲンバーグ（Jay Hilgenberg）
- ジョエル・ヒルゲンバーグ（Joel Hilgenberg）
- T・Y・ヒルトン（T. Y. Hilton）
- ジョナサン・ヴィルマ（Jonathan Vilma）
- 比留間慎吾（ひるま しんご）
- ブライアン・ピルマン（Brian Pillman）
- ロニー・ヒルマン（Ronnie Hillman）
- フレッド・ビレトニコフ（Fred Biletnikoff）
- ロブ・ビロナス（Rob Bironas）
- ババ・ビーン（Bubba Bean）
- クラーク・ヒンクル（Clarke Hinkle）
- アレン・ピンケット（Allen Pinkett）
- クリス・ヒントン（Chris Hinton）
- ケンドール・ヒントン（Kendall Hinton）

### ふ
- メル・ファー（Mel Farr）
- ロマン・ファイファー（Roman Phifer）
- ダン・ファウツ（Dan Fouts）
- ダンテ・ファウラー（Dante Fowler）
- ジャスティン・ファーガス（Justin Fargas）
- ジョー・ファーガソン（Joe Ferguson）
- デブリッカショー・ファーガソン（D'Brickarshaw Ferguson）
- アラン・ファニカ（Alan Faneca）
- デレク・ファービー[3][4]（Derek Faavi）
- ブレット・ファーヴ（Brett Favre）
- ジェームス・ファリアー（James Farrior）
- ガス・ファーロット（Gus Frerotte）
- キース・ファーンホースト（Keith Fahnhorst）
- ジム・ファーンホースト（Jim Fahnhorst）
- トム・フィアーズ（Tom Fears）
- ヤイモン・フィガース（Yamon Figurs）
- ジェフ・フィーグルス（Jeff Feagles）
- ビーティー・フィーザーズ（Beattie Feathers）
- エリック・フィッシャー（Eric Fisher）
- ジェフ・フィッシャー（Jeff Fisher）
- パット・フィッシャー（Pat Fischer）
- スコット・フィッツキー（Scott Fitzkee）
- ジョン・フィッツジェラルド (センター)（John Fitzgerald (center)）
- ラリー・フィッツジェラルド（Larry Fitzgerald）
- ミンカ・フィッツパトリック（Minkah Fitzpatrick）
- ライアン・フィッツパトリック（Ryan Fitzpatrick）
- マイク・フィップス（Mike Phipps）
- ジェイ・フィードラー（Jay Fiedler）
- ジョン・フィナ（John Fina）
- ジェイ・フィーリー（Jay Feely）
- ウェイド・フィリップス（Wade Phippips）
- ジェイラン・フィリップス（Jaelan Phippips）
- ショーン・フィリップス（Shaun Phillips）
- バム・フィリップス（Bum Phillips）
- ローレンス・フィリップス（Lawrence Phillips）
- トッド・フィルコックス（Todd Philcox）
- ジャスティン・フィールズ（Justin Fields）
- ジム・フィンクス（Jim Finks）
- ライアン・フィンリー（Ryan Finley）
- ニック・フェアリー（Nick Fairley）
- ケビン・フェイガン（Kevin Fagan）
- ボブ・フェニモア（Bob Fenimore）
- ヴィンス・フェラガモ（Vince Ferragamo）
- フランク・フェルナンデス[3][4]
- マニー・フェルナンデス（Manny Fernandez）
- マービン・フェルナンデス（Mervyn Fernandez）
- ゲイリー・フェンシック（Gary Fencik）
- チャック・フォアマン（Chuck Foreman）
- ケビン・フォーク（Kevin Faulk）
- マーシャル・フォーク（Marshall Faulk）
- ニック・フォーク（Nick Folk）
- ルーク・フォーク（Luke Falk）
- ジョン・フォーケイド（John Fourcade）
- エアリアン・フォスター（Arian Foster）
- デショーン・フォスター（DeShaun Foster）
- バリー・フォスター（Barry Foster）
- ロイ・フォスター（Roy Foster）
- ジャスティン・フォーセット（Justin Forsett）
- ジャック・フォックス（Jack Fox）
- ジョン・フォックス（John Fox）
- マット・フォーテイ（Matt Forte）
- ディー・フォード（Dee Ford）
- レン・フォード（Len Ford）
- ダン・フォートマン（Dan Fortman）
- ニック・ブオニコンティ（Nick Buoniconti）
- レナード・フォーネット（Leonard Fournette）
- カイ・フォーバス（Kai Forbath）
- グレン・フォーリー（Glenn Foley）
- ニック・フォールズ（Nick Foles）
- ジェリー・フォンテノット（Jerry Fontenot）
- ルディ・ブキッチ（Rudy Bukich）
- バック・ブキャナン（Buck Buchanan）
- レイ・ブキャナン（Ray Buchanan）
- ウィリー・ブキャノン（Willie Buchanon）
- 福島伸一郎（ふくしま しんいちろう）
- エマーソン・ブーザー（Emerson Boozer）
- スコット・フジタ（Scott Fujita）
- T・J・フーシュマンザーデ（T. J. Houshmandzadeh）
- 藤本将司（ふじもと まさし）
- ジャーモン・ブシュロード（Jermon Bushrod）
- ジョン・フッカ（John Fuqua）
- ヘンドン・フッカー（Hendon Hooker）
- マーティ・ブッカー（Marty Booker）
- ローランド・フックス（Roland Hooks）
- ジャレット・ブッシュ（Jarrett Bush）
- ジョシュ・ブッシュ（Josh Bush）
- デビン・ブッシュ・シニア（Devin Bush Sr.）
- デビン・ブッシュ・ジュニア（Devin Bush Jr.）
- マイケル・ブッシュ（Michael Bush）
- ルイス・ブッシュ（Lewis Bush）
- レジー・ブッシュ（Reggie Bush）
- ケイション・ブーテ（Kayshon Boutte）
- ジョン・デビッド・ブーティ（John David Booty）
- ラリー・フート（Larry Foote）
- ケビン・フーバー（Kevin Huber）
- タラノア・フファンガ（Talanoa Hufanga）
- アルフレッド・ププヌ（Alfred Pupunu）
- ウィリアム・フラー（William Fuller）
- ウィル・フラー (クォーターバック)（Will Furrer）
- ウィル・フラー (ワイドレシーバー)（Will Fuller）
- カイル・フラー（Kyle Fuller）
- ケンドール・フラー（Kendall Fuller）
- コーリー・フラー (ワイドレシーバー)（Corey Fuller (wide receiver)）
- スティーブ・フラー（Steve Fuller）
- ビンセント・フラー（Vincent Fuller）
- チャーリー・フライ（Charlie Frye）
- ドレ・ブライ（Dré Bly）
- テレル・プライアー（Terrelle Pryor）
- ロッキー・ブライアー（Rocky Bleier）
- アントニオ・ブライアント（Antonio Bryant）
- ウェイモンド・ブライアント（Waymond Bryant）
- ウェンデル・ブライアント（Wendell Bryant）
- ジェフ・ブライアント（Jeff Bryant）
- デズ・ブライアント（Dez Bryant）
- ベア・ブライアント（Bear Bryant）
- ボビー・ブライアント（Bobby Bryant）
- マータビス・ブライアント（Martavis Bryant）
- マット・ブライアント（Matt Bryant）
- エディ・プライス（Eddie Price）
- ニコ・プライス（Niko Price）
- ピアレス・プライス（Peerless Price）
- ダグ・ブライエン（Doug Brien）
- アービン・フライヤー（Irving Fryar）
- デビッド・ブラウ（David Blough）
- ジョーイ・ブラウナー（Joey Browner）
- ブランドン・ブラウナー（Brandon Browner）
- ブライアント・ブラウニング（Bryant Browning）
- アンソニー・ブラウン (クォーターバック)（Anthony Brown (quarterback)）
- アントニオ・ブラウン（Antonio Brown）
- ウィリー・ブラウン（Willie Brown）
- A・J・ブラウン（A. J. Brown）
- エディー・ブラウン (ワイドレシーバー)（Eddie Brown (wide receiver)）
- エド・ブラウン (クォーターバック)（Ed Brown (quarterback)）
- ギルバート・ブラウン（Gilbert Brown）
- クリス・ブラウン (プレースキッカー)（Kris Brown）
- ゲイリー・ブラウン (ランニングバック)（Gary Brown (running back)）
- コートニー・ブラウン (ディフェンシブエンド)（Courtney Brown (defensive end)）
- ザック・ブラウン（Zach Brown）
- ジェローム・ブラウン（Jerome Brown）
- ジム・ブラウン（Jim Brown）
- ジョシュ・ブラウン（Josh Brown）
- チャイキー・ブラウン（Chykie Brown）
- ディー・ブラウン（Dee Brown）
- デイブ・ブラウン (クォーターバック)（Dave Brown (quarterback)）
- デイブ・ブラウン (コーナーバック)（Dave Brown (cornerback)）
- ティム・ブラウン（Tim Brown）
- ティモシー・ブラウン（Timothy Brown）
- デリック・ブラウン（Derrick Brown）
- デュアン・ブラウン（Duane Brown）
- ドナルド・ブラウン (ランニングバック)（Donald Brown (running back)）
- トレント・ブラウン（Trent Brown）
- トロイ・ブラウン（Troy Brown）
- ブライス・ブラウン（Bryce Brown）
- ボブ・ブラウン (オフェンシブラインマン)（Bob Brown (offensive lineman)）
- マーキス・ブラウン（Marquise Brown）
- マルコム・ブラウン（Malcolm Brown）
- モンティ・ブラウン（Monty Brown）
- ラリー・ブラウン (コーナーバック)（Larry Brown (cornerback)）
- ラリー・ブラウン (タイトエンド)（Larry Brown (tight end)）
- ラリー・ブラウン (ランニングバック)（Larry Brown (running back)）
- ルーベン・ブラウン（Ruben Brown）
- レジー・ブラウン (フルバック)（Reggie Brown (full back)）
- レジー・ブラウン (ラインバッカー)（Reggie Brown (linebacker)）
- レジー・ブラウン (ワイドレシーバー)（Reggie Brown (wide receiver)）
- ロジー・ブラウン（Rosey Brown）
- ロニー・ブラウン（Ronnie Brown）
- ローマス・ブラウン（Lomas Brown）
- ロン・ブラウン（Ron Brown）
- オーランド・ブラウン・ジュニア（Orlando Brown Jr.）
- ブライアン・ブラガ（Brian Bulaga）
- テレンス・フラグラー（Terrence Flagler）
- マーク・ブラシック（Mark Vlasic）
- ロバート・ブラジル（Robert Brazile）
- ドミニク・ブラゼール（Dominic Breazeale）
- グレン・ブラックウッド（Glenn Blakwood）
- ライル・ブラックウッド（Lyle Blackwood）
- ジャスティン・ブラックモン（Justin Blackmon）
- トッド・ブラックリッジ（Todd Blackledge）
- トニー・ブラッケンズ（Tony Brackens）
- ジョー・フラッコ（Joe Flacco）
- アーマド・ブラッドショー（Ahmad Bradshaw）
- クレイグ・ブラッドショー（Craig Bradshaw）
- テリー・ブラッドショー（Terry Bradshaw）
- ナイジェル・ブラッドハム（Nigel Bradham）
- サム・ブラッドフォード（Sam Bradford）
- ジェームス・ブラッドベリー（James Bradberry）
- ポール・フラットリー（Paul Flatley）
- ジーク・ブラトコウスキ（Zeke Bratkowski）
- スコット・ブラナー（Scott Brunner）
- レイ・フラハティ（Ray Flaherty）
- ジェイク・プラマー（Jake Plummer）
- ミルト・プラム（Milt Plum）
- ゼイ・フラワーズ（Zay Flowers）
- ブランドン・フラワーズ（Brandon Flowers）
- ダグ・プランク（Doug Plank）
- ババ・フランクス（Bubba Franks）
- ザイアー・フランクリン（Zaire Franklin）
- ジム・プランケット（Jim Plunkett）
- ラス・フランシス（Russ Francis）
- ジョージ・ブランダ（George Blanda）
- クリフ・ブランチ（Cliff Branch）
- ディオン・ブランチ（Deion Branch）
- ドック・ブランチャード（Doc Blanchard）
- メル・ブラント（Mel Brount）
- ルギャレット・ブラント（LeGarrette Blount）
- ダグ・フリー（Doug Free）
- ドリュー・ブリーズ（Drew Brees）
- マーリン・ブリスコー（Marlin Briscoe）
- バビー・ブリスター（Bubby Brister）
- ジャコビー・ブリセット（Jacoby Brissett）
- マット・ブリーダ（Matt Breida）
- ジム・ブリーチ（Jim Breech）
- ランス・ブリッグス（Lance Briggs）
- テディ・ブリッジウォーター（Teddy Bridgewater）
- ジョン・フリーツ（John Friesz）
- トニ・フリッチュ（Toni Fritsch）
- ケニー・ブリット（Kenny Britt）
- ベニー・フリードマン（Benny Friedman）
- コービー・フリーナー（Coby Fleener）
- ジョナサン・フリーニー（Jonathan Freeny）
- ドワイト・フリーニー（Dwight Freeney）
- アントニオ・フリーマン（Antonio Freeman）
- ジョシュ・フリーマン（Josh Freeman）
- デボンタ・フリーマン（Devonta Freeman）
- マーク・ブリューナー（Mark Bruener）
- マット・フリン（Matt Flynn）
- スコット・ブル（Scott Bull）
- ロニー・ブル（Ronnie Bull）
- ブレント・フルウッド（Brent Fullwood）
- グレッグ・プルイット（Greg Pruitt）
- マイク・プルイット（Mike Pruitt）
- マンフレート・ブルクスミュラー（Manfred Burgsmüller）
- アイザック・ブルース（Issac Bruce）
- テディ・ブルスキ（Tedy Bruschi）
- マイケル・ブルースター（Michael Brewster）
- デビッド・フルチャー（David Fulcher）
- アーマド・ブルックス（Ahmad Brooks）
- アーロン・ブルックス（Aaron Brooks）
- ジェームス・ブルックス（James Brooks）
- チェト・ブルックス（Chet Brooks）
- デリック・ブルックス（Derrick Brooks）
- ビル・ブルックス（Bill Brooks）
- ブランドン・ブルックス（Brandon Brooks）
- ペリー・ブルックス（Perry Brooks）
- レジー・ブルックス（Reggie Brooks）
- ロバート・ブルックス（Robert Brooks）
- ロン・ブルックス（Ron Brooks）
- ダグ・フルーティ（Doug Flutie）
- ダレン・フルーティ（Darren Flutie）
- マーク・ブルネル（Mark Brunell）
- 古橋由一郎（ふるはし ゆういちろう）
- ジェレミー・ブルーム（Jeremy Bloom）
- マシュー・ブルーム（Matthew Bloom）
- ジェフ・ブレイク（Jeff Blake）
- フィリップ・ブレイク（Philip Blake）
- レスリー・フレイジャー（Leslie Frazier）
- ブライアン・ブレイズ（Brian Blades）
- ベニー・ブレイズ（Bennie Blades）
- マット・プレイター（Matt Prater）
- ジェシー・フレイタス・シニア（Jesse Freitas Sr.）
- ジェシー・フレイタス・ジュニア（Jesse Freitas Jr.）
- カイル・ブレイディ（Kyle Brady）
- トム・ブレイディ（Tom Brady）
- マイク・ブレイベル（Mike Vrabel）
- アンソニー・プレザント（Anthony Pleasant）
- ブライアン・ブレジー（Bryan Bresee）
- ダック・プレスコット（Dak Prescott）
- ロエル・プレストン（Roell Preston）
- デマリオ・プレスリー（DeMario Pressley）
- サイモン・フレッチャー（Simon Fretcher）
- ロンドン・フレッチャー（London Fletcher）
- ジョシュア・ブレッドソー（Joshua Bledsoe）
- ドリュー・ブレッドソー（Drew Bledsoe）
- トラビス・フレデリック（Travis Frederick）
- ジョシュ・ブレドル（Josh Bredl）
- ホビー・ブレナー（Hoby Brenner）
- コルト・ブレナン（Colt Brenann）
- ブラッド・ブレナン（Brad Brennan[5]）
- ジョージ・フロイド（George Floyd）
- マイケル・フロイド（Michael Floyd）
- マルコム・フロイド (1972年生のワイドレシーバー)（Malcolm Floyd）
- マルコム・フロイド (1981年生のワイドレシーバー)（Malcom Floyd）
- マイケル・ブロッカーズ（Michael Brockers）
- ジョン・ブロッキントン（John Brockington）
- ジョン・ブロディ（John Brodie）
- ジョー・プロフィット（Joe Profit）
- ジェイク・フロム（Jake Fromm）
- ブライアン・ブローム（Brian Brohm）
- リッキー・プロール（Ricky Proehl）
- トム・フローレス（Tom Flores）
- デミトリアス・ブロンソン（Demitrius Bronson）

### へ
- ビータ・ベア（Vita Vea）
- アル・ベイカー（Al Baker）
- サム・ベイカー (ハーフバック)（Sam Baker (halfback)）
- ジェイソン・ベイカー（Jason Baker）
- ジョン・ベイカー (パンター)（John Baker (punter)）
- スティーブン・ベイカー（Stephen Baker）
- ババ・ベイカー→アル・ベイカー
- ブッダ・ベイカー（Budda Baker）
- デアンドレ・ベイカー（Deandre Baker）
- デイブ・ベイカー（Dave Baker）
- トニー・ベイカー (1945年生のランニングバック)（Tony Baker (running back, born 1945)）
- マイク・ペイゲル（Mike Pagel）
- アラン・ペイジ（Alan Page）
- エリック・ペイジ（Eric Page）
- スペンサー・ペイシンガー（Spencer Pasinger）
- ボブ・ヘイズ（Bob Hayes）
- レスター・ヘイズ（Lester Hayes）
- ジェシー・ベイツ（Jessie Bates）
- ジェレミー・ベイツ（Jeremy Bates）
- ビル・ベイツ（Bill Bates）
- マイケル・ベイツ（Michael Bates）
- ライアン・ベイツ（Ryan Bates）
- ケルビン・ヘイデン（Kelvin Hayden）
- ジョー・ヘイデン（Joe Haden）
- パット・ヘイデン（Pat Haden）
- ラショッド・ベイトマン（Rashod Bateman）
- ジョン・ヘイドル（John Hadl）
- ウォルター・ペイトン（Walter Payton）
- エディー・ペイトン（Eddie Payton）
- ショーン・ペイトン（Sean Payton）
- ケイレブ・ヘイニー（Careb Hanie）
- アーロン・ベイリー（Aaron Bailey）
- ジェイク・ベイリー（Jake Bailey）
- ジョニー・ベイリー（Johnny Bailey）
- ダン・ベイリー（Dan Bailey）
- チャールズ・ヘイリー（Charles Haley）
- チャンプ・ベイリー（Champ Bailey）
- ボス・ベイリー（Boss Bailey）
- マリオ・ベイリー（Mario Bailey）
- ケイシー・ヘイワード（Casey Hayward）
- キャメロン・ヘイワード（Cameron Heyward）
- クレイグ・ヘイワード（Craig Heyward）
- ダリウス・ヘイワード＝ベイ（Darrius Heyward-Bay）
- ジャリッド・ヘイン（Jarryd Hayne）
- メル・ヘイン→メル・ハイン
- ヒンキー・ヘインズ（Hinkey Haines）
- マイク・ヘインズ（Mike Haynes）
- マイケル・ヘインズ (ワイドレシーバー)（Michael Haynes (wide receiver)）
- マーク・ヘインズ（Mark Haynes）
- アルバート・ヘインズワース（Albert Haynesworth）
- カーティス・ペインター（Curtis Painter）
- 平郡雷太（へぐり らいた）
- ドマタ・ペコ（Domata Peko）
- コイ・ベーコン（Coy Bacon）
- C・J・ベサード（C. J. Beathard）
- ピート・ベサード（Pete Beathard）
- ボビー・ベサード（Bobby Beathard）
- クリス・ヘザリントン（Chris Hetherington）
- オーランド・ペース（Orland Page）
- デビン・ヘスター（Devin Hester）
- ジャービッド・ベスト（Jahvid Best）
- トム・ペストック（Tom Pestock）
- アントワン・べゼア（Antoine Bethea）
- エルビン・ベゼア（Elvin Bethea）
- ジャスティン・ベセル（Justin Bethel）
- ダグ・ベターズ（Doug Betters）
- ジョニー・ヘッカー（Johnny Hecker）
- オデル・ベッカム・ジュニア（Odell Beckham Jr.）
- ジョン・ベック（John Beck）
- ジュリアス・ペッパーズ（Julius Peppers）
- ウィリアム・ヘッフルフィンガー[6]（William Heffelfinger）
- ブライス・ペティ（Bryce Petty）
- ブランドン・ペティグルー（Brandon Pettigrew）
- ジェローム・ベティス（Jerome Bettis）
- ジョン・ペティボーン（John Petitbon）
- リッチー・ペティボーン（Richie Petitbon）
- チャック・ベドナリク（Chuck Bednarik）
- ロルフ・ベナーシク（Rolf Benirschke）
- チャド・ヘニー（Chad Henne）
- ラシャード・ペニー（Rashaad Penny）
- マイケル・ペニックス・ジュニア（Michael Penix Jr.）
- チャド・ヘニングス（Chad Hennings）
- チャド・ペニントン（Chad Pennington）
- エドガー・ベネット（Edgar Bennett）
- コーネリアス・ベネット（Cornelius Bennett）
- ドリュー・ベネット（Drew Bennett）
- マイケル・ベネット (1985年生のディフェンシブラインマン)（Michael Bennett (defensive lineman, born 1985)）
- マイケル・ベネット (ランニングバック)（Michael Bennett (running back)）
- マーテラス・ベネット（Martellus Bennett）
- ウィリアム・ペリー（William Perry）
- エリック・ベリー（Eric Berry）
- ジョー・ペリー（Joe Perry）
- ジョーダン・ベリー（Jordan Berry）
- ニック・ペリー（Nick Perry）
- マイケル・ディーン・ペリー（Michael Dean Perry）
- レイモンド・ベリー（Raymond Berry）
- ロッド・ペリー（Rod Perry）
- ボブ・ベリー（Bob Berry）
- バーナード・ベリアン（Bernard Berrian）
- トーマス・ヘリオン（Thomas Herrion）
- ビル・ベリチック（Bill Belichick）
- デンゼル・ペリーマン（Denzel Perryman）
- ブレシャド・ペリーマン（Breshad Perriman）
- ブレット・ペリーマン（Brett Perriman）
- ロバート・ペリーマン（Robert Perryman）
- シェーン・ベリーン（Shane Vereen）
- ブロック・ベリーン（Brock Vereen）
- カリル・ベル（Kahlil Bell）
- グレッグ・ベル（Greg Bell）
- ケンドレル・ベル（Kendrell Bell）
- トッド・ベル（Todd Bell）
- ニック・ベル（Nick Bell）
- バート・ベル（Bert Bell）
- ボビー・ベル（Bobby Bell）
- リッキー・ベル (ランニングバック)（Ricky Bell (running back)）
- レビオン・ベル（Le'Veon Bell）
- スティーブ・ペルーア（Steve Pelluer）
- ジョバン・ベルチャー（Jovan Belcher）
- ビョルン・ベルナー（Björn Werner）
- マッケンジー・ベルナドー（Mackenzy Bernadeau）
- アーロン・ヘルナンデス（Aaron Hernandez）
- ブロック・ベルリン（Brock Berlin）
- マーク・ヘルマン（Mark Herrmann）
- エフレン・ヘレーラ（Efren Herrera）
- ニック・ベロア（Nick Bellore）
- ジェフ・ヘロッド（Jeff Herrod）
- マック・ヘロン（Mack Herron）
- ドナルド・ペン（Donald Penn）
- ケルビン・ベンジャミン（Kelvin Benjamin）
- トラビス・ベンジャミン（Travis Benjamin）
- ドリュー・ヘンソン（Drew Henson）
- セドリック・ベンソン（Cedric Benson）
- ブラッド・ベンソン（Brad Benson）
- ウィリアム・ヘンダーソン（William Henderson）
- ジャワーン・ベントリー（Ja'Whaun Bentley）
- テッド・ヘンドリクス（Ted Hendricks）
- トレイ・ヘンドリックソン（Trey Hendrickson）
- ジム・ベントン（Jim Benton）
- クリス・ヘンリー (ワイドレシーバー)（Chris Henry (wide receiver)）
- デリック・ヘンリー（Derrick Henry）
- トラビス・ヘンリー（Travis Henry）
- ハンター・ヘンリー（Hunter Henry）
- ピート・ヘンリー（Pete Henry）
- マイク・ヘンリー（Mike Henry）

### ほ
- ドンタリー・ポー（Dntari Poe）
- ロン・ボイエット（Ron Boyett）
- ブランドン・ボイキン（Brandon Boykin）
- ジェシー・ホイッテントン（Jesse Whittenton）
- ボブ・ホイットフィールド（Bob Whitfield）
- ボビー・ボイド（Bobby Boyd）
- ジョーダン・ポイヤー（Jordan Poyer）
- ブライアン・ホイヤー（Brian Hoyer）
- フィリップ・ホイーラー（Philip Wheeler）
- ティム・ボイル（Tim Boyle）
- ボビー・ホイング（Bobby Hoying）
- サミー・ボウ（Sammy Baugh）
- ドウェイン・ボウ（Dwayne Bowe）
- ケン・ボウマン（Ken Bowman）
- トッド・ボウマン（Todd Bouman）
- ナボロ・ボウマン（NaVorro Bowman）
- ティム・ボーエンス（Tim Bowens）
- クリス・ホーガン（Chris Hogan）
- エド・ホキュリ（Ed Hochuli）
- ベン・ホーキンス（Ben Hawkins）
- A・J・ホーク（A. J. Hawk）
- リック・ヴォーク（Rick Volk）
- ボブ・ヴォーゲル（Bob Vogel）
- ジョーイ・ボーサ（Joey Bosa）
- ジョン・ボーサ（John Bosa）
- ニック・ボーサ（Nick Bosa）
- 保科進（ほしな すすむ）
- ジェフ・ボスティック（Jeff Bostic）
- ジョー・ボスティック（Joe Bostic）
- ジョン・ボスティック（Jon Bostic）
- ジェフ・ホステトラー（Jeff Hostetler）
- デビッド・ボストン（David Boston）
- ブライアン・ボズワース（Brian Bosworth）
- トニー・ボセリ（Tony Boselli）
- ジェリー・ポーター（Jerry Porter）
- ジョーイ・ポーター（Joey Porter）
- ジョン・ポター（John Potter）
- トレイシー・ポーター（Tracy Porter）
- ネイト・ポター（Nate Potter）
- ジョーイ・ポーター・ジュニア（Joey Porter Jr.）
- マーク・ボーツ（Mark Bortz）
- T・J・ホッケンソン（T. J. Hockenson）
- メリル・ホッジ（Merril Hoge）
- デブリン・ホッジス（Devlin Hodges）
- クリントン・ポーティス（Clinton Portis）
- トミー・ホドソン（Tommy Hodson）
- ブレイク・ボートルス（Blake Bortles）
- アダム・ポドレシュ（Adam Podlesh）
- イーサン・ホートン（Ethan Horton）
- ビリー・ホートン（Billy Howton）
- レイ・ホートン（Ray Horton）
- ポール・ホーナング（Paul Hornung）
- スティーブ・ボノ（Steve Bono）
- ビリー・ジョー・ホバート（Billy Joe Hobert）
- クリス・ホーバン（Chris Hovan）
- ブライス・ポープ（Bryce Paup）
- ディアンドレ・ホプキンス（DeAndre Hopkins）
- デビッド・ボボラ（David Vobora）
- アーニー・ホームズ（Ernie Holmes）
- サントニオ・ホームズ（Santonio Holmes）
- プリースト・ホームズ（Priest Holmes）
- カイル・ボーラー（Kyle Boller）
- ドナルド・ホラス（Donald Hollas）
- トニー・ポラード（Tony Pollard）
- バーナード・ポラード（Bernard Pollard）
- フリッツ・ポラード（Fritz Pollard）
- マーカス・ポラード（Marcus Pollard）
- トロイ・ポラマル（Troy Polamalu）
- デビン・ホーランド（Devin Holland）
- マイケル・ボーリー（Michael Boley）
- ドワイト・ホリアー（Dwight Hollier）
- 堀江信貴（ほりえ のぶたか）
- 堀口靖（ほりぐち やすし）
- 堀古英司（ほりこ ひでじ）
- ブルックス・ボリンジャー（Brooks Bolinger）
- アラン・ボール（Alan Ball）
- ウィリー・ホール（Willie Hall）
- ジェリー・ボール（Jerry Ball）
- ダンテ・ホール（Dante Hall）
- ディアンジェロ・ホール（DeAngelo Hall）
- デリック・ホール（Derick Hall）
- パーカー・ホール（Parker Hall）
- ブリース・ホール（Breece Hall）
- マックス・ホール（Max Hall）
- モンティー・ボール（Montee Ball）
- ラバー・ポール（LaVar Paul）
- ピーター・ボールウェア（Peter Boulware）
- マイケル・ボールウェア（Michael Boulware）
- ケリー・ホルコム（Kerry Holcomb）
- アンクワン・ボールディン（Anquan Boldin）
- ブランドン・ボールデン（Brandon Bolden）
- アイザック・ホルト（Issiac Holt）
- テレンス・ホルト（Terrence Holt）
- トリー・ホルト（Torry Holt）
- ピアース・ホルト（Pierce Holt）
- ダグ・ボールドウィン（Doug Baldwin）
- セバスチャン・ボルマー（Sebastian Vollmer）
- ゲイリー・ボールマン（Gary Ballman）
- ロドニー・ホールマン（Rodney Holman）
- マイク・ホルムグレン（Mike Holmgren）
- ビリー・ボーレック（Billy Volek）
- エド・ホワイト（Ed White）
- キーオン・ホワイト（Keion White）
- コーリー・ホワイト（Corey White）
- サミー・ホワイト（Sammy White）
- ジェームス・ホワイト (ランニングバック)（James White (running back)）
- ダニー・ホワイト（Danny White）
- チャールズ・ホワイト（Charles White）
- デビン・ホワイト（Devin White）
- トレデイビアス・ホワイト（Tre'Davious White）
- ドワイト・ホワイト（Dwight White）
- バイロン・ホワイト（Byron White）
- パット・ホワイト（Pat White）
- マイク・ホワイト (クォーターバック)（Mike White (quarterback)）
- ランディ・ホワイト（Randy White）
- レジー・ホワイト（Reggie White）
- レンデル・ホワイト（LenDale White）
- ロディ・ホワイト（Roddy White）
- ロレンゾ・ホワイト（Lorenzo White）
- チャーリー・ホワイトハースト（Charlie Whitehurst）
- デビッド・ホワイトハースト（David Whitehurst）
- コーディー・ホワイトヘア（Cody Whitehair）
- ケンドリック・ボーン（Kendrick Bourne）
- ジョー・ホーン（Joe Horn）
- クリスチャン・ポンダー（Christian Ponder）
- ライアン・ポントブリアンド（Ryan Pontbriand）

## ま行

### ま
- リック・マイアー（Rick Mirer）
- ジェイソン・マイアーズ（Jason Myers）
- カルカ・マイアバ（Kaluka Maiava）
- ケアラカイ・マイアバ[4]（Kealakai Maiava）
- クリスティン・マイケル（Christine Michael）
- アーバン・マイヤー（Urban Meyer）
- ジャコビ・マイヤーズ（Jakobi Meyers）
- ジョーダン・マイラタ（Jordan Mailata）
- ジョー・マウアー（Joe Mauer）
- 前島純（まえしま じゅん）
- ジョシュ・マカウン（Josh McCown）
- ルーク・マカウン（Luke McCown）
- ジョージ・マカフィー（George McAfee）
- パット・マカフィー（Pat McAfee）
- クリス・マカリスター（Chris McAlister）
- デュース・マカリスター（Deuce McAllister）
- スティーブン・マギー（Stephen McGee）
- ティム・マギー（Tim McGee）
- テレンス・マギー（Terrence McGee）
- マックス・マギー（Max McGee）
- リッチモンド・マギー（Richmond McGee）
- タック牧田（たっく まきた）
- エド・マキャフリー（Ed McCaffrey）
- クリスチャン・マキャフリー（Christian McCaffrey）
- マックス・マキャフリー（Max McCaffrey）
- A・J・マキャロン（A. J. McCarron）
- ウィリー・マクギネスト（Wille McGinest）
- トレース・マクソーリー（Trace McSorley）
- エド・マクダニエル（Ed McDaniel）
- ランドール・マクダニエル（Randall McDaniel）
- O・J・マクダフィー（O. J. McDuffie）
- ウィル・マクドナルド4世（Will McDonald IV）
- T・J・マクドナルド（T. J. McDonald）
- ティム・マクドナルド（Tim McDonald）
- テビン・マクドナルド（Tevin McDonald）
- トミー・マクドナルド（Tommy McDonald）
- ニック・マクドナルド（Nick McDonald）
- ポール・マクドナルド（Paul McDonald）
- ケイド・マクナウン（Cade McNown）
- ドノバン・マクナブ（Donovan McNabb）
- アート・マクナリー（Art McNally）
- ジョン・ブラッド・マクナリー（Johnny "Blood" McNally）
- ドン・マクニール（Don MCNeal）
- フリーマン・マクニール（Freeman McNeil）
- マーカス・マクニール（Marcus McNeill）
- スティーブ・マクネア（Steve McNair）
- ケイド・マクナウン（Cade McNown）
- ダレン・マクファデン（Darren McFadden）
- スコット・マクブライエン（Scott McBrien）
- トレイ・マクブライド（Trey McBride）
- ウォーレン・マクベー（Warren McVea）
- ショーン・マクベイ（Sean McVay）
- トム・マクヘイル（Tom McHale）
- スティーブ・マクマイケル（Steve McMichael）
- ランディ・マクマイケル（Randy McMichael）
- ブランドン・マクマナス（Brandon McManus）
- ジム・マクマーン（Jim McMahon）
- マイク・マクマーン（Mike McMahon）
- アーニー・マクミラン（Ernie McMillan）
- エリック・マクミラン（Erik McMillan）
- デクスター・マクラスター（Dexter McCluster）
- ジェレミー・マクリン（Jeremy Maclin）
- テレル・マクレイン（Terrell McCrain）
- ローランド・マクレイン（Rolando McClain）
- マット・マグロイン（Matt McGloin）
- ロドニー・マクロード（Rodoney McLeod）
- テリー・マクローリン（Terry McLaurin）
- ダン・マグワイア（Dan McGwire）
- ウィリス・マゲイヒー（Willis McGahee）
- ヒュー・マケルヘニー（Hugh McElhenny）
- ドン・マコウスキー（Don Majkowski）
- ジェイソン・マコーティー（Jason McCourty）
- デビン・マコーティー（Devin McCourty）
- マイク・マコーマック（Mike McCormack）
- ジョン・マコーミック（John McCormick）
- ティム・マシェイ（Tim Masthay）
- ラシーン・マシス（Rashean Mathis）
- ロバート・マシス（Robert Mathis）
- ウィルバー・マーシャル（Wilber Marshall）
- ジム・マーシャル（Jim Marshall）
- ジョージ・プレストン・マーシャル（George Preston Marshall）
- ブランドン・マーシャル (ワイドレシーバー)（Brandon Marshall (wide receiver)）
- ブランドン・マーシャル (ラインバッカー)（Brandon Marshall (linebacker)）
- レナード・マーシャル（Leonard Marshall）
- タイラン・マシュー（Tyrann Mathieu）
- クリフ・マシューズ（Cliff Matthews）
- クレイ・マシューズ3世（Clay Matthews III）
- クレイ・マシューズ・シニア（Clay Matthews, Sr.）
- クレイ・マシューズ・ジュニア（Clay Matthews, Jr.）
- シェーン・マシューズ（Shane Matthews）
- ジョーダン・マシューズ（Jordan Matthews）
- スティーブ・マシューズ（Steve Matthews）
- ブルース・マシューズ（Bruce Matthews）
- ボー・マシューズ（Bo Matthews）
- ライアン・マシューズ（Ryan Matthews）
- ビル・マース（Bill Maas）
- ビル・マスグレイブ（Bill Musgrave）
- ルーク・マスグレイブ（Luke Musgrave）
- ブラッド・マスター（Brad Muster）
- チャック・マーセイン（Chuck Mercein）
- ジーノ・マーチェッティ（Geno Marchetti）
- 町野友哉（まちの ともや）
- テッド・マーチブローダ（Ted Marchibroda）
- ロニー・マーツ（Lonnie Marts）
- 松岡秀樹（まつおか ひでき）
- ティム・マッカイア（Tim McKyer）
- J・J・マッカーシー（J. J. McCarthy）
- マイク・マッカーシー（Mike McCarthy）
- デイロン・マッカチオン（Daylon McCutcheon）
- ローレンス・マッカチオン（Lawrence McCutcheon）
- キーナン・マッカーデル（Keenan McCardell）
- ナポレオン・マッカラム（Napoleon McCallum）
- ジョン・マッキー（John Mackey）
- スティーブ・マッキニー（Steve McKinney）
- ゼイビア・マッキニー（Xavier McKinney）
- セス・マッキニー（Seth McKinney）
- デニス・マッキノン（Dennis McKinnon）
- ガイ・マッキンタイア（Guy McIntyre）
- ケニー・マッキンリー（Kenny McKinley）
- アレックス・マック（Alex Mack）
- カリル・マック（Khalil Mack）
- ケビン・マック（Kevin Mack）
- トム・マック（Tom Mack）
- トレメイン・マック（Tremain Mack）
- マーロン・マック（Marlon Mack）
- バーノン・マックスウェル（Vernon Maxwell）
- アール・マックラウチ（Earl McCullouch）
- ルロン・マックレイン（Le'Ron McClain）
- ジョン・マッケイ（John McKay）
- グレッグ・マッケロイ（Greg McElroy）
- キース・マッケンジー（Keith McKenzie）
- レジー・マッケンジー (ガード)（Reggie McKenzie (guard)）
- レジー・マッケンジー (ラインバッカー)（Reggie McKEnzie (linebacker)）
- ローリー・マッケンジー（Raleigh McKenzie）
- アンソニー・マッコイ（Anthony McCoy）
- コルト・マッコイ（Colt McCoy）
- ジェラルド・マッコイ（Gerald McCoy）
- ルショーン・マッコイ（LeSean McCoy）
- ジョン・マッデン（John Madden）
- トム・マット（Tom Matte）
- ジーノ・マーチェッティ（Geno Marchetti）
- エリック・マーティン (ワイドレシーバー)（Eric Martin (wide receiver)）
- カーティス・マーティン（Curtis Martin）
- ザック・マーティン（Zack Martin）
- サム・マーティン（Sam Martin）
- ジェイコブ・マーティン（Jacob Martin）
- ジェイミー・マーティン（Jamie Martin）
- ジョナサン・マーティン（Jonathan Martin）
- ジム・マーティン（Jim Martin）
- ダグ・マーティン (ディフェンシブエンド)（Doug Martin (defensive end)）
- ダグ・マーティン (ランニングバック)（Doug Martin (runnning back)）
- ティー・マーティン（Tee Martin）
- デリック・マーティン（Derrick Martin）
- ニック・マーティン（NIck Martin）
- ハーベイ・マーティン（Harvey Martin）
- ロッド・マーティン（Rod Martin）
- ジョン・マトゥザック（John Matuszak）
- オーリー・マトソン（Ollie Matson）
- トミー・マドックス（Tommy Maddox）
- ショーン・マニオン（Sean Mannion）
- EJ・マニュエル（E. J. Manuel）
- マリオ・マニンガム（Mario Manningham）
- アーチ・マニング（Arch Manning）
- アーチー・マニング（Archie Manning）
- イーライ・マニング（Eli Manning）
- クーパー・マニング（Cooper Manning）
- ダニエル・マニング（Danieal Manning）
- ペイトン・マニング（Peyton Manning）
- ブランドン・マヌーマリオーナ（Brandon Manumaleuna）
- ミッキー・マービン（Mickey Marvin）
- マルテ・マプ（Marte Mapu）
- ショーン・マーフィー（Shawn Murphy）
- マイルズ・マーフィー（Myles Murphy）
- マーク・マーフィー (1955年生のアメリカンフットボール選手)（Mark Murphy (safety, born 1955)）
- マーク・マーフィー (1958年生のアメリカンフットボール選手)（Mark Murphy (safety, born 1958)）
- アリ・マーペット（Ali Marpet）
- ジェシー・マヘロナ（Jesse Mahelona）
- パトリック・マホームズ（Patrick Mahomes）
- 黛拓郎（まゆずみ たくろう）
- マーカス・マリオタ（Marcus Mariota）
- ブロック・マリオン（Brock Marion）
- ダン・マリーノ（Dan Marino）
- トッド・マリノビッチ（Todd Marinovich）
- 丸尾玲寿里（まるお れすり）
- 丸田泰裕（まるた やすひろ）
- ブレイク・マルティネス（Blake Martinez）
- エディー・マレー（Eddie Murray）
- カイラー・マレー（Kyler Murray）
- デマルコ・マレー（DeMarco Murray）
- ラタビアス・マレー（Latavius Murray）
- ライアン・マレット（Ryan Mallett）
- ニック・マレンズ（Nick Mullens）
- ローレンス・マロニー（Laurence Maroney）
- チャーリー・マローン（Charley Malone）
- ベニー・マローン（Benny Malone）
- マーク・マローン（Mark Malone）
- ロバート・マローン（Robert Malone）
- ケビン・マワイ（Kevin Mawae）
- エロール・マン（Errol Mann）
- チャールズ・マン（Charles Mann）
- ボブ・マン（Bob Mann）
- ローガン・マンキンス（Logan Mankins）
- ニック・マンゴールド（Nick Mangold）
- チャック・マンシー（Chuck Muncie）
- ジョニー・マンジール（Johnny Manziel）
- レイ・マンスフィールド（Ray Mansfield）
- ビル・マンソン（Bill Munson）
- クラレンス・マンダース（Clarence Manders）
- トニー・マンダリッチ（Tony Mandarich）
- マイク・マンチャック（Mike Munchak）
- デクスター・マンリー（Dexter Manley）

### み
- ジョー・ミクソン（Joe Mixon）
- ソニー・ミシェル（Sony Michel）
- 水口貴雄（みずぐち たかお）
- 水野太郎（みずの たろう）
- ロバート・ミーチャム（Robert Meachem）
- ロン・ミックス（Ron Mix）
- キース・ミッチェル（Keith Mitchell）
- スコット・ミッチェル (クォーターバック)（Scott Michell (quarterback)）
- ブライアン・ミッチェル（Brian Mitchell）
- ボビー・ミッチェル（Bobby Mitchell）
- レナード・ミッチェル（Leonard Mitchell）
- マット・ミトリオン（Matt Mitrione）
- 皆川大（みながわ だい）
- マイク・ミハルスキ（Mike Michalske）
- ジム・ミュシック（Jim Musick）
- ハロルド・ミュラー（Harold Muller）
- アンソニー・ミラー (1965年生のワイドレシーバー)（Anthony Miller (wide receiver, born 1965)）
- アンソニー・ミラー (1994年生のワイドレシーバー)（Anthony Miller (wide receiver, born 1994)）
- クリス・ミラー（Chris Miller）
- ザック・ミラー (1985年生のタイトエンド)（Zach Miller (tight end, born 1985)）
- ジム・ミラー (クォーターバック)（Jim Miller (quarterback)）
- ジム・ミラー (パンター)（Jim Miller (punter)）
- ジャバリ・ミラー[1]（Jabari Miller）
- ジョシュ・ミラー（Josh Miller）
- スコット・ミラー (ワイドレシーバー)（Scott Miller (1990s wide receiver)）
- テリー・ミラー (ランニングバック)（Terry Miller (running back)）
- ヒース・ミラー（Heath Miller）
- ヘンリー・ジョン・ミラー（Henry John Miller）
- ボン・ミラー（Von Miller）
- ラマー・ミラー（Lamar Miller）
- ロイ・ミラー（Roy Miller）
- キース・ミラード（Keith Millard）
- マット・ミラノ（Matt Milano）
- サム・ミルズ（Sam Mills）
- デービス・ミルズ（Davis Mills）
- メイソン・ミルズ（Mason Mills）
- ウェイン・ミルナー（Wayne Millner）
- ヒュー・ミレン（Hugh Millen）
- マット・ミレン（Matt Millen）
- ロイヤー・ミロイ（Lawyer Milloy）
- バーケビアス・ミンゴ（Barkevious Mingo）
- ガードナー・ミンシュー（Gardner Minshew）
- ネイトロン・ミーンズ（Natrone Means）

### む
- イライジャ・ムーア（Elijah Moore）
- ケニー・ムーア（Kenny Moore）
- ケレン・ムーア（Kellen Moore）
- D・J・ムーア（D. J. Moore）
- デイブ・ムーア（Dave Moore）
- トム・ムーア（Tom Moore）
- ナット・ムーア（Nat Moore）
- ハーマン・ムーア（Herman Moore）
- マット・ムーア（Matt Moore）
- レニー・ムーア（Lenny Moore）
- ロブ・ムーア（Rob Moore）
- アーロン・ムーアヘッド（Aaron Moorehead）
- エメリー・ムーアヘッド（Emery Moorehead）
- ブライアン・ムーアマン（Brian Moorman）
- ディーン・ムータディ（Dean Muhtadi）
- ジョージ・ムッソ（George Musso）
- アンソニー・ムニョス（Anthony Muñoz）
- ムーシン・ムハマド（Muhsin Muhhamad）
- ウォーレン・ムーン（Warren Moon）

### め
- ドレイク・メイ（Drake Maye）
- マーク・メイ（Mark May）
- ダン・メイサ（Dan Matha）
- テイラー・メイズ（Taylor Mays）
- ルーベン・メイズ（Ruben Mayes）
- シャック・メイソン（Shaq Mason）
- デリック・メイソン（Derrick Mason）
- ドン・メイナード（Don Maynard）
- マーティン・メイヒュー（Martin Mayhew）
- アーロン・メイビン（Aaron Maybin）
- ベイカー・メイフィールド（Baker Mayfield）
- マイケル・メイヤー（Michael Mayer）
- ジェロッド・メイヨ（Jerod Mayo）
- トニー・メオラ（Tony Meola）
- カール・メクレンバーグ（Karl Mecklenburg）
- デイブ・メゲット（Dave Meggett）
- マーク・メズナー（Mark Messner）
- ピート・メッツェラーズ（Pete Metzelaars）
- ザック・メッテンバーガー（Zach Mettenberger）
- エリック・メトカーフ（Eric Metcalf）
- DK・メトカーフ（DK Metcalf）
- テリー・メトカーフ（Terry Metcalf）
- テレンス・メトカーフ（Terrence Metcalf）
- ブランドン・メリウェザー（Brandon Meriweather）
- ショーン・メリマン（Shawne Merriman）
- ラッセル・メリーランド（Russell Maryland）
- ドン・メレディス（Don Meredith）
- ラシャード・メンデンホール（Rashard Mendenhall）

### も
- クインシー・モーガン（Quincy Morgan）
- ジョーダン・モーガン（Jordan Morgan）
- スタンリー・モーガン（Stanley Morgan）
- ウィンストン・モス（Winston Moss）
- ザック・モス（Zack Moss）
- サンタナ・モス（Santana Moss）
- ポール・モス（Paul Moss）
- ランディ・モス（Randy Moss）
- アンジェロ・モスカ（Angelo Mosca）
- ラヒーム・モスタート（Raheem Mostert）
- トーマス・モーステッド（Thomas Morstead）
- ドン・モスバー（Don Mosebar）
- C・J・モーズリー (ラインバッカー)（C. J. Mosley (linebacker)）
- マーク・モーズリー（Mark Moseley）
- クエンティン・モーゼス（Quentin Moses）
- ハーベン・モーゼス（Haven Moses）
- マット・モック（Matt Mauck）
- デービッド・モトゥー[1]（David Motu）
- マリオン・モトリー（Marion Motley）
- クレイグ・モートン（Craig Morton）
- ジョニー・モートン（Jonnie Morton）
- ジム・E・モーラ（Jim E. Mora）
- ジム・L・モーラ（Jim L. Mora）
- アール・モラル（Earl Morall）
- ハップ・モラン（Hap Moran）
- フランク・モラン（Frank Moran）
- アルフレッド・モリス（Alfred Morris）
- クインティン・モリス（Quintin Morris）
- グレン・モリス（Glenn Morris）
- サミー・モリス（Sammy Morris）
- ジョニー・モリス（Johnny Morris）
- バイロン・バム・モリス（Byron Bam Morris）
- マーキュリー・モリス（Mercury Morris）
- 森本裕之（もりもと ひろゆき）
- エリック・モールズ（Eric Moulds）
- スタン・モールディン（Stan Mauldin）
- ノーション・モレノ（Knowshon Moreno）
- モーゼス・モレノ（Moses Moreno）
- マイク・モロスキ（Mike Moroski）
- ジーク・モワット（Zeke Mowatt）
- アート・モンク（Art Monk）
- ウィルバート・モンゴメリー（Wilbert Montgomery）
- グレッグ・モンゴメリー（Greg Montgomery）
- タイ・モンゴメリー（Ty Montgomery）
- タイロン・モンゴメリー（Tyrone Motgomery）
- デビッド・モンゴメリー（David Montgomery）
- ジョー・モンタナ（Joe Montana）
- ネイト・モンタナ（Nate Montana）
- ユージン・モンロー（Eugene Monroe）

## や行

### や
- 安田秀一（やすだ しゅういち）
- 山岸明生（やまぎし あきお）
- 山﨑丈路（やまさき たける）
- 山田章仁（やまだ あきひと）
- 山田晋三（やまだ しんぞう）
- 山谷拓志（やまや たかし）
- ヴィンス・ヤング（Vince Young）
- スティーブ・ヤング（Steve Young）
- チェイス・ヤング（Chase Young）
- チャール・ヤング（Charle Young）
- バディ・ヤング（Buddy Young）
- ブライアント・ヤング（Bryant Young）
- ブライス・ヤング（Bryce Young）
- フレッド・ヤング（Fredd Young）
- ボブ・ヤング (オフェンシブラインマン)（Bob Youong (offensive lineman)）
- マイク・ヤング（Mike Young）
- リチャード・ヤング（Richard Young）
- ロイネル・ヤング（Roynell Young）
- マーシャル・ヤンダ（Marshall Yanda）
- ジム・ヤングブラッド（Jim Youngblood）
- ジャック・ヤングブラッド（Jack Youngblood）

### ゆ
- カイル・ユーズチェック（Kyle Juszczyk）
- ジョニー・ユナイタス（Johnny Unitas）
- ジェフ・ユーレンヘイク（Jeff Uhlenhake）

### よ
- 宜本潤平（よしもと じゅんぺい）
- 与那嶺要（よなみね かなめ）

## ら行

### ら
- ジョン・ライアン（Jon Ryan）
- パット・ライアン（Pat Ryan）
- バディ・ライアン（Buddy Ryan）
- フランク・ライアン（Frank Ryan）
- マット・ライアン（Matt Ryan）
- レックス・ライアン（Rex Ryan）
- ロブ・ライアン（Rob Ryan）
- ローガン・ライアン（Logan Ryan）
- ディミコ・ライアンズ（DeMeco Ryans）
- ケン・ライス（Ken Rice）
- フランク・ライク（Frank Reich）
- ジェリー・ライス（Jerry Rice）
- シドニー・ライス（Sidney Rice）
- シメオン・ライス（Simeon Rice）
- ラシー・ライス（Rashee Rice）
- レイ・ライス（Ray Rice）
- アンドレ・ライズン（Andre Rison）
- アレキサンダー・ライト（Alexander Wright）
- アンソニー・ライト（Anthony Wright）
- エリック・ライト (1959年生のアメリカンフットボール選手)（Eric Wright (cornerback, born 1959)）
- エリック・ライト (1985年生のアメリカンフットボール選手)（Eric Wright (cornerback, born 1985)）
- ダーネル・ライト（Darnell Wright）
- マット・ライト（Matt Light）
- メジャー・ライト（Major Wright）
- ランディ・ライト（Randy Wright）
- レイフィールド・ライト（Rayfield Wright）
- マット・ライトル（Matt Lytle）
- マット・ライナート（Matt Leinart）
- ウィリアム・ライマン（Link Lyman）
- ケン・ライリー（Ken Riley）
- ドノルド・ブラッドフォード・ラウリー（Donold Bradford Lourie）
- フランク・ラグナウ（Frank Ragnow）
- アレン・ラザード（Allen Lazard）
- ジム・ラシェイ（Jim Lachey）
- スティーブ・ラージェント（Steve Largent）
- デリック・ラシック（Derrick Lassic）
- アマド・ラシャド（Ahmad Rashād）
- B・J・ラジ（B. J. Raji）
- トム・ラスマン（Tom Rathman）
- ゲイリー・ラーセン（Gary Larsen）
- フロスティー・ラッカー（Frostee Rucker）
- マイク・ラッカー（Mike Rucker）
- ニール・ラッカーズ（Neil Rackers）
- アンドリュー・ラック（Andrew Luck）
- オリバー・ラック（Oliver Luck）
- テリー・ラック（Terry Luck）
- ヘンリー・ラッグス（Henry Ruggs）
- シド・ラックマン（Sid Luckman）
- クーパー・ラッシュ（Cooper Rush）
- アンディ・ラッセル（Andy Russell）
- ジャマーカス・ラッセル（JaMarcus Russell）
- ダグ・ラッセル（Doug Russell）
- ダレル・ラッセル（Darrell Russell）
- ブライアン・ラッセル（Brian Russell）
- アーニー・ラッド（Ernie Ladd）
- ティム・ラテイ（Tim Rattay）
- マーション・ラティモア（Marshon Lattimore）
- ジョニー・ラトナー（Johnny Lattner）
- ジェフ・ラトリッジ（Jeff Rutledge）
- ジャック・ラドネイ（Jack Rudnay）
- ジェレマイア・ラトリフ（Jeremiah Ratliff）
- マックス・ラナガー（Max Runager）
- ジョーダン・ラブ（Jordan Love）
- ブランドン・ラフェル（Brandon LaFell）
- T・J・ラブリー（T. J. Rubley）
- ダンテ・ラベリ（Dante Lavelli）
- サム・ラポルタ（Sam LaPorta）
- シーディー・ラム（CeeDee Lamb）
- ジェイレン・ラムジー（Jalen Ramsey）
- スティーブ・ラムジー（Steve Ramsey）
- トム・ラムジー（Tom Ramsey）
- パトリック・ラムジー（Patrick Ramsey）
- ライアン・ラムチェック（Ryan Ramczyk）
- イェール・ラリー（Yale Lary）
- マイク・ラリーズ（Mike Rawlis）
- ダリル・ラモニカ（Daryle Lamonica）
- ジム・ランガー（Jim Langer）
- T・J・ラング（T. J. Lang）
- トレイ・ランス（Trey Lance）
- マイク・ランスフォード（Mike Lansford）
- ショーン・ランデタ（Sean Landeta）
- グレッグ・ランドリー（Greg Landry）
- ジャービス・ランドリー（Jarvis Landry）
- ダワン・ランドリー（Dwan Landry）
- トム・ランドリー（Tom Landry）
- ハロルド・ランドリー（Harold Landry）
- アービン・ランドル（Ervin Randle）
- キーストン・ランドール（Kheeston Randall）
- ジョン・ランドル（John Randle）
- ソニー・ランドル（Sonny Randle）
- デマリアス・ランドール（Damarious Randall）
- アントワン・ランドレル（Antwaan Randle El）
- ジャック・ランバート（Jack Lambert）
- カーリー・ランボー（Curley Lambeau）
- ジョシュ・ランボー（Josh Lambo）
- ジョン・ランヤン・シニア（Jon Runyan Sr.）
- ジョン・ランヤン・ジュニア（Jon Runyan Jr.）

### り
- アンディ・リー（Andy Lee）
- アンプ・リー（Amp Lee）
- ショーン・リー (ラインバッカー)（Sean Lee (linebacker)）
- ジャッキー・リー（Jacky Lee）
- 李卓（り たく）
- パトリック・リカード（Patrick Ricard）
- ジョン・リギンズ（John Riggins）
- ジェラルド・リグス（Gerald Riggs）
- レス・リクター（Les Richter）
- ジェイレン・リーゴー（Jalen Reagor）
- アイク・リース（Ike Reese）
- マーセル・リース（Marcel Reece）
- デズモンド・リダー（Desmond Ridder）
- ヴォンタ・リーチ（Vonta Leach）
- ゴールデン・リチャーズ（Golden Richards）
- ハワード・リチャーズ（Howard Richards）
- アル・リチャードソン (ラインバッカー)（Al Richardson (linebacker)）
- アンソニー・リチャードソン（Anthony Richardson）
- ウィリー・リチャードソン（Willie Richardson）
- カイル・リチャードソン（Kyle Richardson）
- ジェイ・リチャードソン（Jay Richardson）
- ジェリー・リチャードソン（Jerry Richardson）
- シェルドン・リチャードソン（Sheldon Richardson）
- トニー・リチャードソン（Tony Richardson）
- トレント・リチャードソン（Trent Richardson）
- バッキー・リチャードソン（Bucky Richardson）
- ジム・リッチャー（Jim Ritcher）
- ブレット・リッピン（Brett Rypien）
- マーク・リッピン（Mark Rypien）
- ルイス・リップス（Louis Lipps）
- アンディ・リード（Andy Reid）
- アンドレ・リード（Andre Reed）
- エド・リード（Ed Reed）
- エリック・リード（Eric Reid）
- ジェイク・リード（Jake Reed）
- ジェイデン・リード（Jayden Reed）
- ジャスティン・リード（Justin Reid）
- ジョー・リード (クォーターバック)（Joe Reed (quarterback)）
- ジョーダン・リード（Jordan Reed）
- ブルックス・リード（Brooks Reed）
- マイク・リード（Mike Reid）
- カルビン・リドリー（Calvin Ridley）
- ステバン・リドリー（Stevan Ridley）
- ライリー・リドリー（Riley Ridley）
- グレッグ・リトル (ワイドレシーバー)（Greg Little (wide receiver)）
- スティーブ・リトル（Steve Little）
- デビッド・リトル (ラインバッカー)（David Little (linebacker)）
- フロイド・リトル（Floyd Little）
- ラリー・リトル（Larry Little）
- レナード・リトル（Leonard Little）
- キース・リバース（Keith Rivers）
- フィリップ・リバース（Philip Rivers）
- パット・リーヒー（Pat Leahy）
- マーブ・リービー（Marv Levy）
- ダレル・リーヴィス（Darrelle Revis）
- マイク・リビングストン（Mike Livingston）
- ライアン・リーフ（Ryan Leaf）
- ジョン・リーブス（John Reaves）
- ダン・リーブス（Dan Reeves）
- ジーン・リプスコム（Gene Lipscomb）
- マルコ・リベラ（Marco Rivera）
- ロン・リベラ（Ron Rivera）
- タフィ・リーマンズ（Tuffy Leemans）
- ボブ・リリー（Bob Lilly）
- アンソニー・リン（Anthony Lynn）
- ケイリー・リンゴ（Kelee Ringo）
- ジム・リンゴ（Jim Ringo）
- コーリー・リンズリー（Corey Linsley）
- フィリップ・リンゼイ（Phillip Lindsay）
- ジョン・リンチ（John Lynch）
- パクストン・リンチ（Paxton Lynch）
- マーション・リンチ（Marshawn Lynch）
- タイラー・リンダーバウム（Tyler Linderbaum）
- ライアン・リンデル（Ryan Lindell）
- クリス・リンドストローム（Chris Lindstrom）
- ライアン・リンドリー（Ryan Lindley）

### る
- トム・ルーアン（Tom Rouen）
- グレッグ・ルイス (ワイドレシーバー)（Greg Lewis (wide receiver)）
- ジャマール・ルイス（Jamal Lewis）
- タデアス・ルイス（Thad Lewis）
- ダリル・ルイス（Darryll Lewis）
- ディオン・ルイス（Dion Lewis）
- トリー・ルイス（Trey Lewis）
- マーセデス・ルイス（Marcedes Lewis）
- モー・ルイス（Mo Lewis）
- ランス・ルイス（Lance Lewis）
- レイ・ルイス（Ray Lewis）
- レックス・ルガー（Rex Luger）
- レイ・ルーカス（Ray Lucas）
- ジム・ルクレア (クォーターバック)（Jim LeClair (quarterback)）
- エド・ルーサー（Ed Luther）
- マイケル・ルース（Michael Roos）
- ティム・ルディ（Tim Ruddy）
- カイル・ルドルフ（Kyle Rudolph）
- メイソン・ルドルフ（Mason Rudolph）
- ジェイク・ルートン（Jake Luton）
- ドン・ルーニー（Don Looney）
- エド・ルバート（Ed Rubbert）
- エディー・ルバロン（Eddie LeBaron）
- ディック・ルボー（Dick LeBeau）

### れ
- ショーティー・レイ（Shorty Ray）
- ラブライアン・レイ（LaBryan Ray）
- カーネル・レイク（Carnell Lake）
- エディー・レイシー（Eddie Lacy）
- ギャレット・レイノルズ（Garrett Reynolds）
- ジャック・レイノルズ（Jack Reynolds）
- ジョシュ・レイノルズ（Josh Reynolds）
- ボブ・レイノルズ (1939年生のアメリカンフットボール選手)（Bob Reynolds）
- シェーン・レクラー（Shane Lechler）
- エリック・レット（Errict Rhett）
- レオン・レット（Leon Lett）
- クリス・レッドマン（Chris Redman）
- ハサン・レディック（Haason Reddick）
- コーリー・レディング（Cory Redding）
- ジャレッド・レトコフスキー（Jared Retkofsky）
- シャキール・レナード（Shaquille Leonard）
- ダリアス・レナード→シャキール・レナード
- ウィリー・レニエル（Willie Lanier）
- ウィル・レビス（Will Levis）
- アンソニー・レビン（Anthony Levine）
- バイロン・レフトウィッチ（Byron Leftwich）
- ファード・レヴェイツ（Fuad Reveiz）
- ドーシー・レベンズ（Dorsey Levens）
- クレオ・レモン（Cleo Lemon）
- ジェレミー・レーン（Jeremy Lane）
- ディック・レーン→ナイト・トレイン・レーン
- ナイト・トレイン・レーン（Night Train Lane）
- ボビー・レーン（Bobby Layne）
- ジョニー・レンバート（Johnny Rembert）
- メル・レンフロ（Mel Renfro）
- レイ・レンフロ（Ray Renfro）
- ハンター・レンフロウ（Hunter Renfrow）

### ろ
- タイ・ロー（Ty Law）
- グレッグ・ロイド・シニア（Greg Lloyd, Sr.）
- グレッグ・ロイド・ジュニア（Greg Lloyd, Jr.）
- ブランドン・ロイド（Brandon Lloyd）
- マイク・ロイド（Mike Loyd）
- エディー・ロイヤル（Eddie Royal）
- ニック・ロウリー（Nick Lowery）
- ジェリー・ローガン（Jerry Logan）
- マーク・ローガン（Marc Logan）
- タイラー・ロケット（Tyler Lockett）
- リカルド・ロケット（Ricardo Lockette）
- オルドリック・ロサス（Aldrick Rosas）
- アマリ・ロジャース（Amari Rodgers）
- アーロン・ロジャース（Aaron Rodgers）
- カルロス・ロジャース（Carlos Rogers）
- ジョージ・ロジャース（George Rogers）
- ジョーダン・ロジャース（Jordan Rodgers）
- ショーン・ロジャース（Shaun Rogers）
- チャールズ・ロジャース（Charles Rogers）
- ドン・ロジャース（Don Rogers）
- リチャード・ロジャース（Richard Rodgers）
- ドミニク・ロジャース＝クロマティ（Dominique Rodgers-Cromartie）
- アーロン・ロス（Aaron Ross）
- ケビン・ロス（Kevin Ross）
- ジョー・ロス（Joe Roth）
- ジョン・ロス（John Ross）
- ダン・ロス（Dan Ross）
- ゼイビア・ローズ（Xavier Rhodes）
- ドミニク・ローズ（Dominic Rhodes）
- ルーク・ローズ（Luke Rhodes）
- J・P・ロスマン（J. P. Losman）
- ベン・ロスリスバーガー（Ben Roethlisberger）
- ジョシュ・ローゼン（Josh Rosen）
- ティム・ローゼンバック（Tim Rosenbach）
- セイジ・ローゼンフェルス（Sage Rosenfels）
- カーク・ローダーミルク（Kirk Lowdermilk）
- ジョン・ローチ（John Roach）
- ポール・ロチェスター（Paul Rochester）
- ジェイク・ロッカー（Jake Locker）
- ドリュー・ロック（Drew Lock）
- ショーン・ロックリア（Sean Locklear）
- ジミー・ロックレイ（Jimmy Laughrea）
- アレン・ロッサム（Allen Rossum）
- ロニー・ロット（Ronnie Lott）
- カイル・ロート（Kyle Rote）
- トビン・ロート（Tobin Rote）
- レン・ロード（Len Rohde）
- ロニー・ロット（Ronnie Lott）
- エバン・ロドリゲス（Evan Rodriguez）
- ボー・ロバーソン（Bo Roberson）
- アンドレ・ロバーツ（Andre Roberts）
- ウィリアム・ロバーツ（William Roberts）
- アイザイア・ロバートソン（Isiah Robertson）
- トラビアン・ロバートソン（Travian Robertson）
- ブラッドリー・ロビー（Bradley Roby）
- レジー・ロビー（Reggie Roby）
- バレット・ロビンズ（Barrett Robbins）
- アレン・ロビンソン（Allen Robinson）
- キーナン・ロビンソン（Keenan Robinson）
- コーレン・ロビンソン（Koren Robinson）
- ジェームス・ロビンソン (ランニングバック)（James Robinson (running back)）
- ジェリー・ロビンソン (ラインバッカー)（Jerry Robinson (linebacker)）
- ジョニー・ロビンソン (セイフティ)（Johnny Robinson (safety)）
- デイブ・ロビンソン（Dave Robinson）
- デナード・ロビンソン（Denard Robinson）
- デマーカス・ロビンソン（Demarcus Robinson）
- パトリック・ロビンソン (コーナーバック)（Patrick Robinson (conrnerback)）
- ビジャン・ロビンソン（Bijan Robinson）
- ポール・ロビンソン（Paul Robinson）
- マイケル・ロビンソン (フルバック)（Michael Robinson (fullback)）
- マーカス・ロビンソン（Marcus Robinson）
- ユージン・ロビンソン（Eugene Robinson）
- ブライアン・ロビンソン・ジュニア（Brian Robinson Jr.）
- ウィリー・ローフ（Wille Roaf）
- ベイブ・ローフェンバーグ（Babe Laufenberg）
- アンディ・ロブステリ（Andy Robustelli）
- ジェームズ・ロフトン（James Lofton）
- ニール・ロマックス（Neil Lomax）
- ビル・ロマノウスキー（Bill Romanowski）
- チップ・ローミラー（Chip Lohmiller）
- トニー・ロモ（Tony Romo）
- ジョニー・ローランド（Johnny Roland）
- アントレル・ロール（Antrel Rolle）
- サマリ・ロール（Samari Rolle）
- デクスター・ローレンス（Dexter Lawrence）
- デマーカス・ローレンス（DeMarcus Lawrence）
- トレバー・ローレンス（Trevor Lawrence）
- ヘンリー・ローレンス（Henry Lawrence）
- ラリー・ローレンス（Larry Lawrence）
- ジャレッド・ロレンゼン（Jared Lorenzen）
- カイル・ロング（Kyle Long）
- クリス・ロング（Chris Long）
- ジェイク・ロング（Jake Long）
- チャック・ロング（Chuck Long）
- ハウィー・ロング（Howie Long）
- ライアン・ロングウェル（Ryan Longwell）
- クリント・ロングリー（Clint Longley）
- ドレイク・ロンドン（Drake London）
- ヴィンス・ロンバルディ（Vince Lombardi）

## わ行

### わ
- デボンテ・ワイアット（Devonte Wyatt）
- ディートリッチ・ワイズ・ジュニア（Deatrich Wise Jr.）
- サム・ワイチ（Sam Wyche）
- フランク・ワイチェク（Frank Wycheck）
- ジェームズ・ワイルダー（James Wilder）
- ディック・ワイルダング（Dick Wildung）
- サミー・ワインダー（Sammy Winder）
- ボビー・ワグナー（Bobby Wagner）
- マイク・ワグナー（Mike Wagner）
- ケニー・ワシントン（Kenny Washington）
- ケリー・ワシントン（Kelley Washington）
- ジョー・ワシントン（Joe Washington）
- ジョン・デビッド・ワシントン（John David Washington）
- ジーン・ワシントン (1944年生のワイドレシーバー)（Gene Washington (American football, born 1944)）
- ジーン・ワシントン (1947年生のワイドレシーバー)（Gene Washington (American football, born 1947)）
- ダーネル・ワシントン（Darnell Washington）
- ダリル・ワシントン（Daryl Washington）
- デイブ・ワシントン（Dave Washington）
- テッド・ワシントン（Ted Washington）
- ネイト・ワシントン（Nate Washington）
- ヴィック・ワシントン（Vic Washington）
- マーカス・ワシントン（Marcus Washington）
- マーク・ワシントン (コーナーバック)（Mark Washington (cornerback)）
- ミッキー・ワシントン（Mickey Washington）
- ライオネル・ワシントン（Lionel Washington）
- ラス・ワシントン（Russ Washington）
- レオン・ワシントン（Leon Washington）
- レイ・ワーシング（Ray Wersching）
- リッキー・ワターズ（Ricky Watters）
- 渡邉弘幸（わたなべ ひろゆき）
- 渡辺良太（わたなべ りょうた）
- J・C・ワッツ（J. C. Watts）
- J・J・ワット（J. J. Watt）
- T・J・ワット（T. J. Watt）
- デレック・ワット（Derek Watt）
- バリー・ワード（Barry Word）
- ケス・ワトキンス（Quez Watkins）
- サミー・ワトキンス（Sammy Watkins）
- ロキビアス・ワトキンス（Rokevious Watkins）
- クリスチャン・ワトソン（Christian Watson）
- スティーブ・ワトソン (ワイドレシーバー)（Steve Watson (wide receiver)）
- デショーン・ワトソン（Deshaun Watson）
- ベンジャミン・ワトソン（Benjamin Watson）
- ジェイレン・ワドル（Jaylen Waddle）
- トム・ワドル（Tom Waddle）
- カート・ワーナー (クォーターバック)（Kurt Warner）
- カート・ワーナー (ランニングバック)（Curt Warner）
- チャーリー・ワーナー（Charley Warner）
- フレッド・ワーナー（Fred Warner）
- トリスタン・ワーフス（Tristan Wirfs）
- ダニー・ワーフェル（Danny Wuerffel）
- トム・ワーム（Tom Wham）
- マイク・ワール（Mike Wahle）
- ボビー・ワルデン（Bobby Walden）
- クリス・ワレン（Chris Warren）

### ん
- ヤニック・ンガコウエ（Yannick Ngakoue）